# Români
Românii (alternativ cunoscuți ca dacoromâni de asemenea, de la termenul din limba latină „romanus”, i.e., cetățean roman, al Imperiului Roman) sunt un popor romanic (sau latin) european din familia popoarelor indo-europene, vorbitor nativ al limbii române, o limbă neo-latină (sau romanică) din familia limbilor indo-europene, descendentă a protoromânei (sau română comună), care face parte din ramura estică a limbilor romanice (i.e., limbile romanice orientale sau estice). Poporul român astfel definit s-a format în urma etnogenezei românești, în spațiul carpato-danubiano-pontic, către finele Antichității spre începutul Evului Mediu Timpuriu. Este larg acceptată teoria conform căreia românii s-au format atât la nord cât și la sud de Dunăre, astfel existând un continuum neo-latin în centrul Europei de sud-est, reprezentat din cele mai vechi timpuri și de istroromâni, aromâni și meglenoromâni, populații romanice răsăritene răspândite pe cuprinsul peninsulei balcanice, din nord-vestul acesteia, în Istria, Croația și până în sud, în Grecia. Din punct de vedere genetic, conform anumitor studii, românii erau înrudiți în Evul Mediu cu lituanienii, grecii, ciprioții, italienii din sudul Italiei de astăzi precum și finlandezii. Totodată, conform altor studii genetice, românii au doar 20% gene de la daci.

## Denumirea
În istorie, până în secolul al XIX-lea românii au deținut endonimul de rumâni (termen istoric învechit) și exonimul de vlahi, olahi sau valahi (care în limbile popoarelor înconjurătoare însemna români: în Bulgaria, precum și în unele regiuni din Serbia (Timoc), Grecia, Macedonia și Cehia, exonimul acesta este utilizat încă astăzi). Refuzul multor istorici străini de a folosi substantivul « Români » sau adjectivul « române » pentru a desemna populațiile sau statele românești anterior anului 1859, este din punct de vedere istoric neîntemeiat, deoarece « Români » este atestat încă din secolul al XVI-lea, și deoarece adjectivele « Germane » sau « Italiene » sunt folosite curent de aceiași istorici pentru a denumi statele și populațiile din Imperiul Germanic sau din Italia dinaintea apariției statelor unitare german și italian în 1871.
Denumirea de „români” pentru vorbitorii limbii române, este timpuriu atestată atât în Transilvania, în Țara Românească, Dobrogea, cât și în Moldova dintre Carpați, Nistru și Mare, nu numai de cronicari moldoveni precum Miron Costin, Ion Neculce sau Grigore Ureche, ci de asemenea de umaniști renascentiști din secolul al XVI-lea care, fiind în majoritate trimiși ai Sfântului Scaun, au călătorit în aceste ținuturi.

## Origini
Formarea poporului român a început cu romanizarea dacilor și s-a încheiat cu apariția limbii române, diferită de latină și de celelalte limbi romanice. Aria de formare a poporului român a cuprins fosta Dacie Romană, precum și zona dintre Marea Neagră, Munții Balcani și Valea Timocului (fostele provincii Scythia, Moesia Secunda și Dacia Ripensis). Crișana, Muntenia și Moldova au fost regiuni incluse mai târziu în această arie de formare, pentru că acolo nu s-a exercitat romanizarea.
La sfârșitul secolului al VI-lea limba română și poporul român erau, în linii mari, formate astfel că venirea slavilor din Nord-Europa la sud de Dunăre nu a făcut decât să nuanțeze oarecum caracteristicile limbii române, prin contactul lor cu autohtonii români din spațiul carpato-dunărean. Ca urmare, limba română este o limbă neolatină. După cucerirea romană din 106 în Dacia (dar și înainte de această dată în Moesia) a luat naștere o populație daco-romană (respectiv traco-romană), care a fost mai târziu influențată de popoarele slave în epoca migrațiilor, dar nu atât de mult încât să adopte limba slavă ca limbă de circulație.
O parte din slavii, care s-au stabilit între secolele V-VIII în spațiul lingvistic românesc (îndeosebi în cazul teritoriilor nord-dunărene, dar nu numai) au fost asimilați de populația românească carpato-dunăreană, abia ieșită din etnogeneză. Un exemplu edificator: Toponimul Șchei (de la Brașov) provine tocmai de la denumirea dată de protoromâni slavilor: șchiau „slav” (din Lat. sclavus „slav”). Însă cea mai mare parte a acestor slavi a continuat migrația către sud; aceștia au trecut Dunărea, au asimilat cea mai mare parte din populația autohtonă romanizată iar restul populației romanice rămasă neasimilată s-a grupat în zonele montane din sudul peninsulei. În acest fel, venirea slavilor i-a despărțit pe aceștia de străbunii vorbitorilor dialectelor românești nordice (daco-române). Dialectul daco-român este vorbit astăzi preponderent la nord de Dunăre, dar și în unele areale sud-dunărene precum Timoc sau Dobrogea. Dialectele sudice sunt limba aromână și meglenoromâna, ambele vorbite în arealul central-sudic al peninsulei Balcanice, iar cel vestic este istroromâna vorbită în Istria).
Etnogeneza poporului român se înscrie în procesul general european de formare a popoarelor și limbilor neolatine, similară formării altor popoare latine, cu diferența că peste un element autohton (de exemplu galii în Franța, celtiberii în Spania) venirea romanilor a fost urmată și de un al treilea „ingredient” care în cazul popoarelor latine occidentale a fost de origine germanică (francii în Franța, vizigoții în Spania), pe când la poporul român, acest al treilea element asimilat l-au constituit slavii, dar abia după secolul al VI-lea (d.Hr).
Etnogeneza românilor transilvăneni este (înainte de Regatul lui Burebista) însă substanțial diferită, în aceste ținuturi atât primele forme de stăpânire cât și primele urme arheologice care atestă existența unei civilizații cu fundament etnic și cultural sunt de origine celtică, în acest sens nu putem afirma că elementul etnogenetic primordial a fost cel dacic, deși este cert ca în momentul venirii celților ținutul Transilvaniei trebuie să fi fost locuit. Un argument în acest sens este și conflictul ulterior din secolul I î.Hr. dintre dacii carpato-dunăreni și celții panonici în timpul regelui dac Burebista. Este însă evident că gradul de asimilare a culturii celtice a fost atât de înalt încât numeroasele elemente arheologice de pe teritoriul Transilvaniei postceltice sunt complet diferite de cele dacice din regiunile extracarpatice și întru totul atribuibile culturii La Tène (aparținând celților). Astfel elementul celtic este cel mai notabil factor primordial în cadrul etnogenezei românilor transilvăneni.
Succesiv, odată cu cucerirea romană s-a adăugat elementul latin. Notabil este de asemenea faptul că după retragerea aureliană pe teritoriul Transilvaniei a fost și o capitală a regatului gepizilor (populație de origine germanică) panonici care au stăpânit o parte din Transilvania pentru mai bine de 200 de ani și au lăsat multiple dovezi arheologice ale unei statornice civilizații germanice, mai importante fiind cele două necropole nobile de la Apahida, județul Cluj. Având în vedere acest ultim factor, este evident că în cazul românilor transilvăneni cel de-al treilea element etnogenetic este vechi-germanic, ca și în cazul majorității popoarelor neolatine.
Dacii, care probabil atinseseră un anumit grad de romanizare înainte de cucerirea traiană, au dăinuit sub stăpânirea romană și s-au integrat în viața economică și socială a noii provincii, alcătuind totodată suportul influenței pe care imperiul a exercitat-o în timp asupra teritoriilor din afara Daciei romane. Elementele romane cu rol primordial în romanizarea dacilor au fost, în principal, soldații și coloniștii. Cei mai mulți dintre ei au rămas să viețuiască la nord de Dunăre după retragerea aureliană (271), reprezentând baza continuității procesului de romanizare.

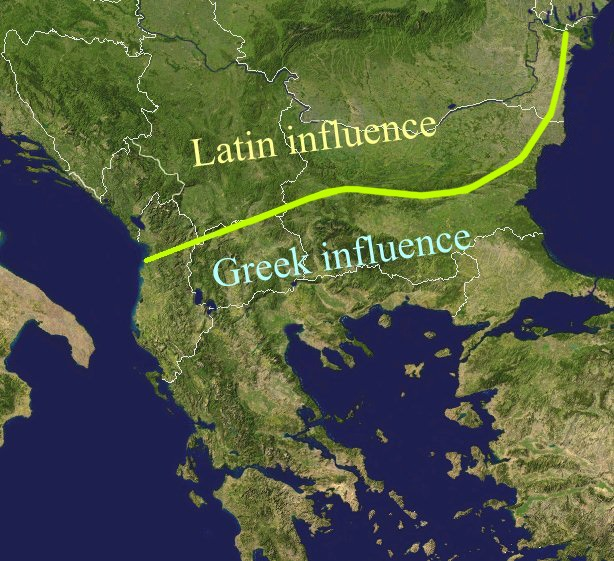
Linia Jirecek: romanizarea s-a produs la nord de aceasta.
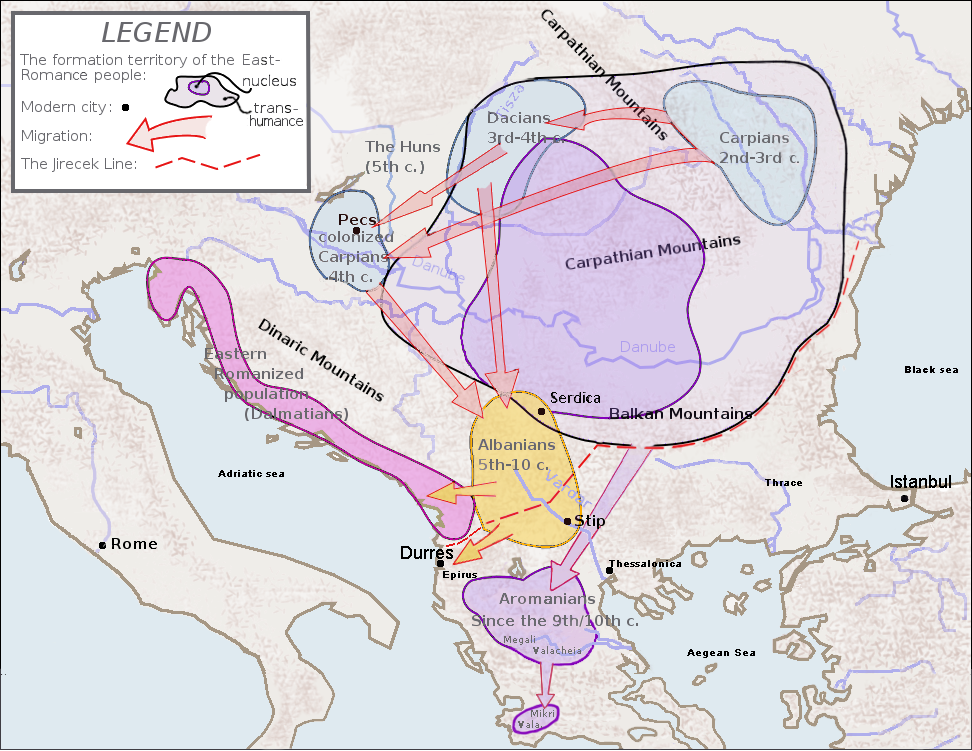
Etnogeneza românilor conform istoriografiei române.
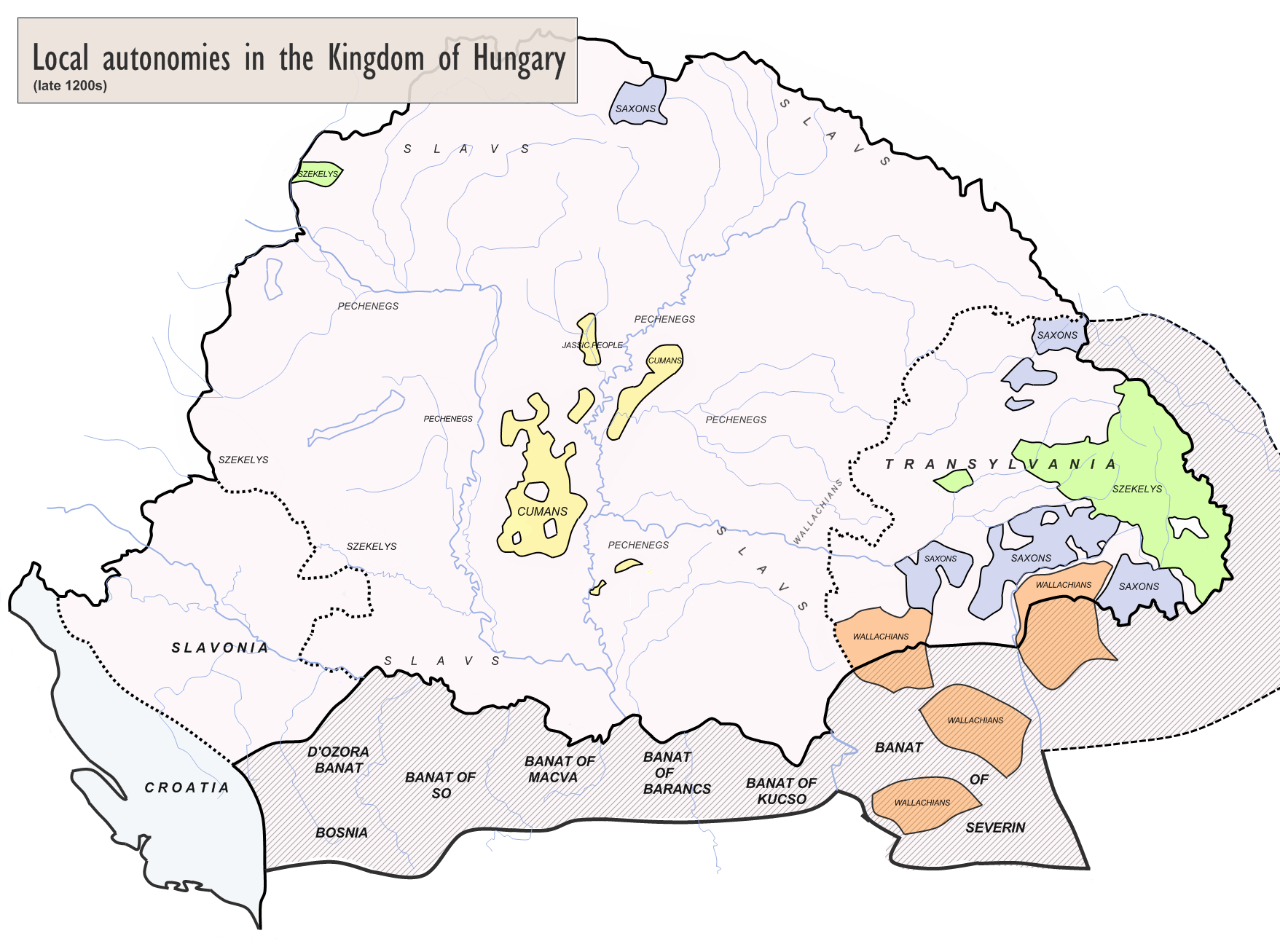
Autonomii teritoriale în Regatul Ungariei în Evul Mediu (secolul XIII) cu românii (valahii) marcați în portocaliu
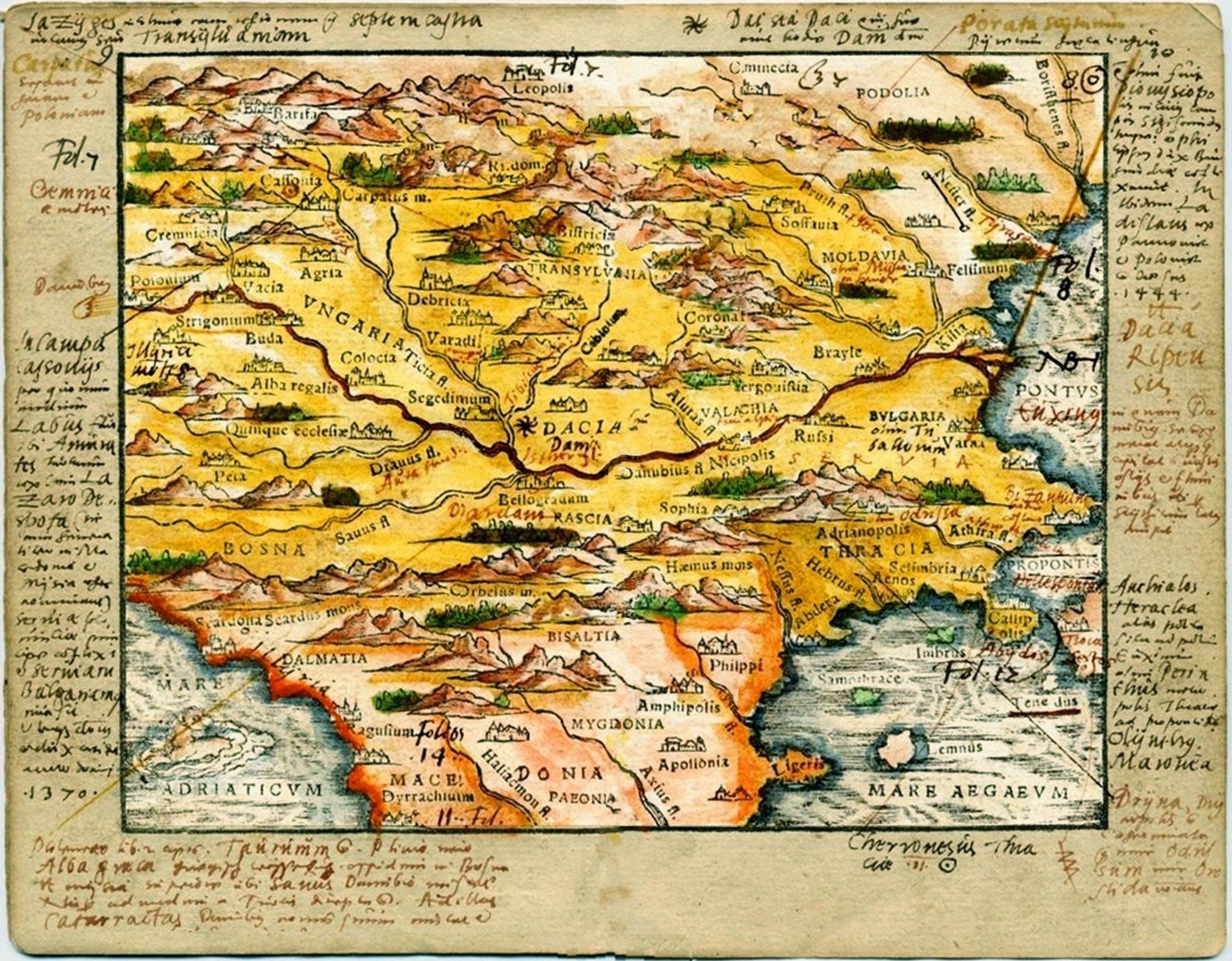
Hartă de cartograful sas Johannes Honterus înfățișând țările române (precum și Europa de sud-est) în secolul al XVI-lea
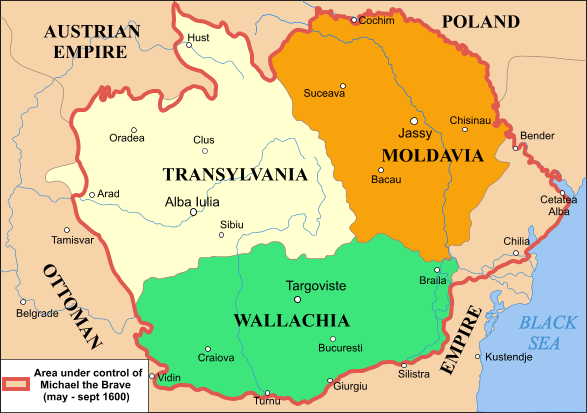
Țările române sub Mihai Viteazul la 1600
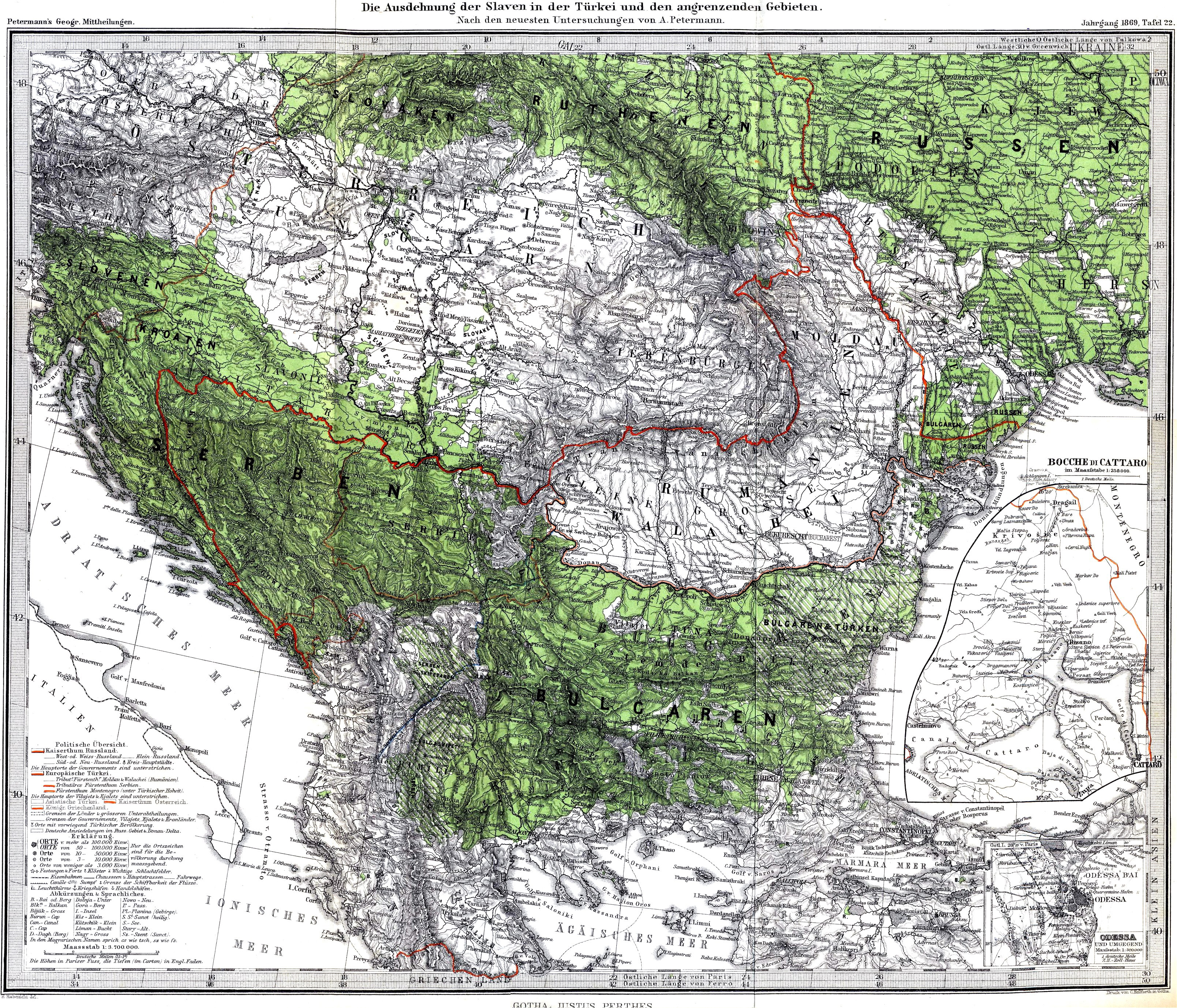
Harta slavilor și non-slavilor în Europa central-estică în anul 1869.

## Răspândire geografică

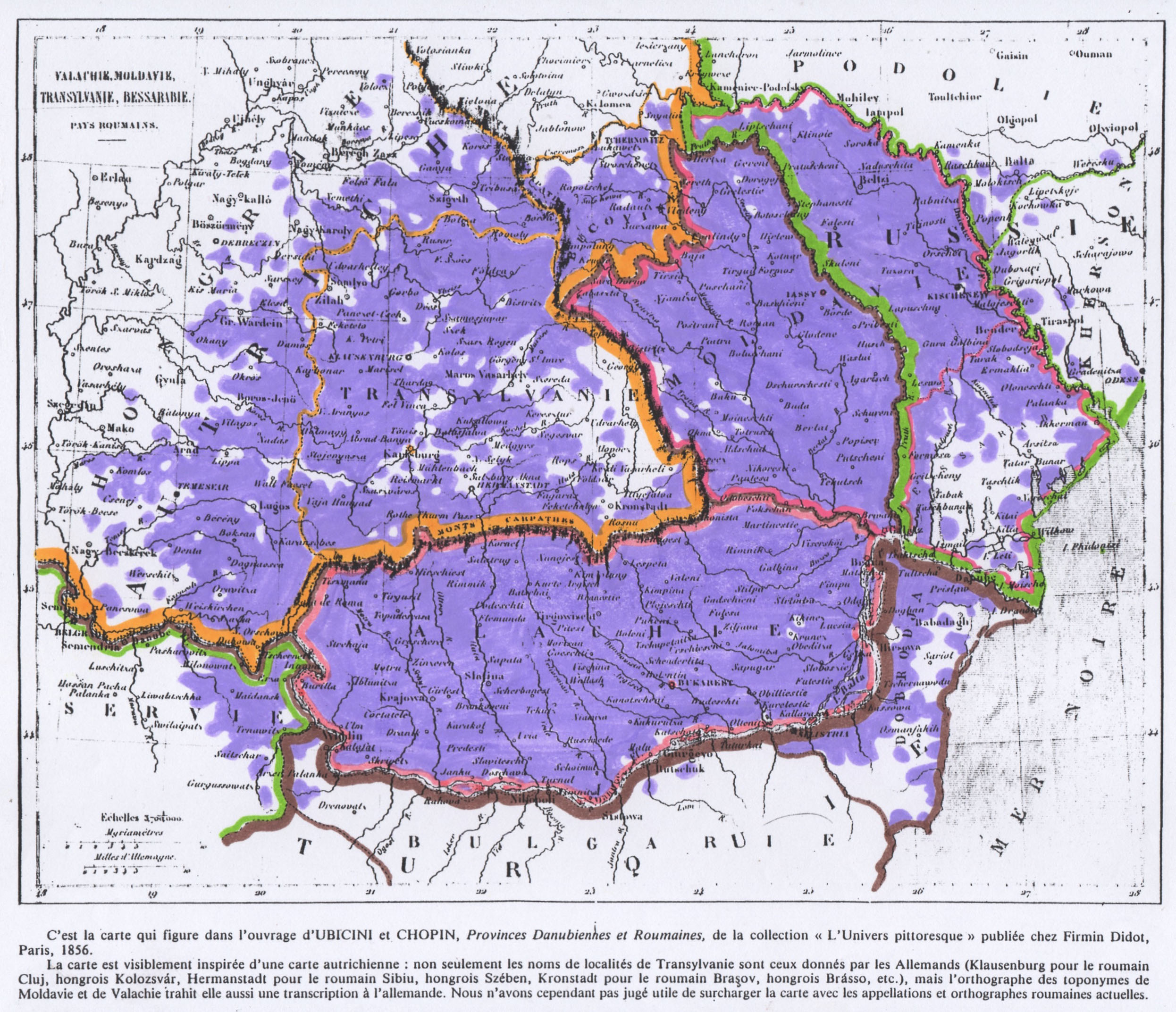
În violet, teritorii locuite de vorbitorii limbii române în 1856, hartă de Chopin și Ubicini.
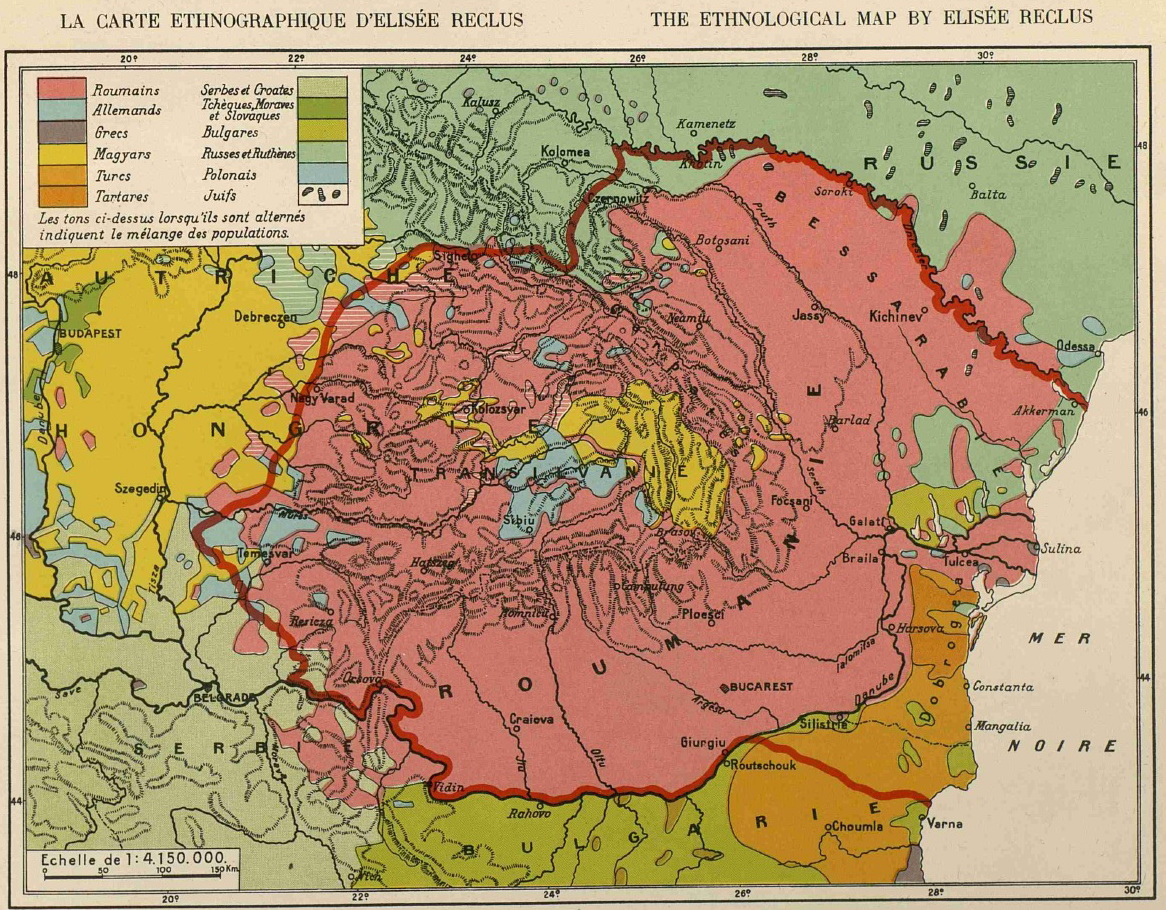
În roșu teritoriile locuite de vorbitorii limbii române în anii 1870, după geograful francez Élisée Reclus (adăugată frontiera din 1920).
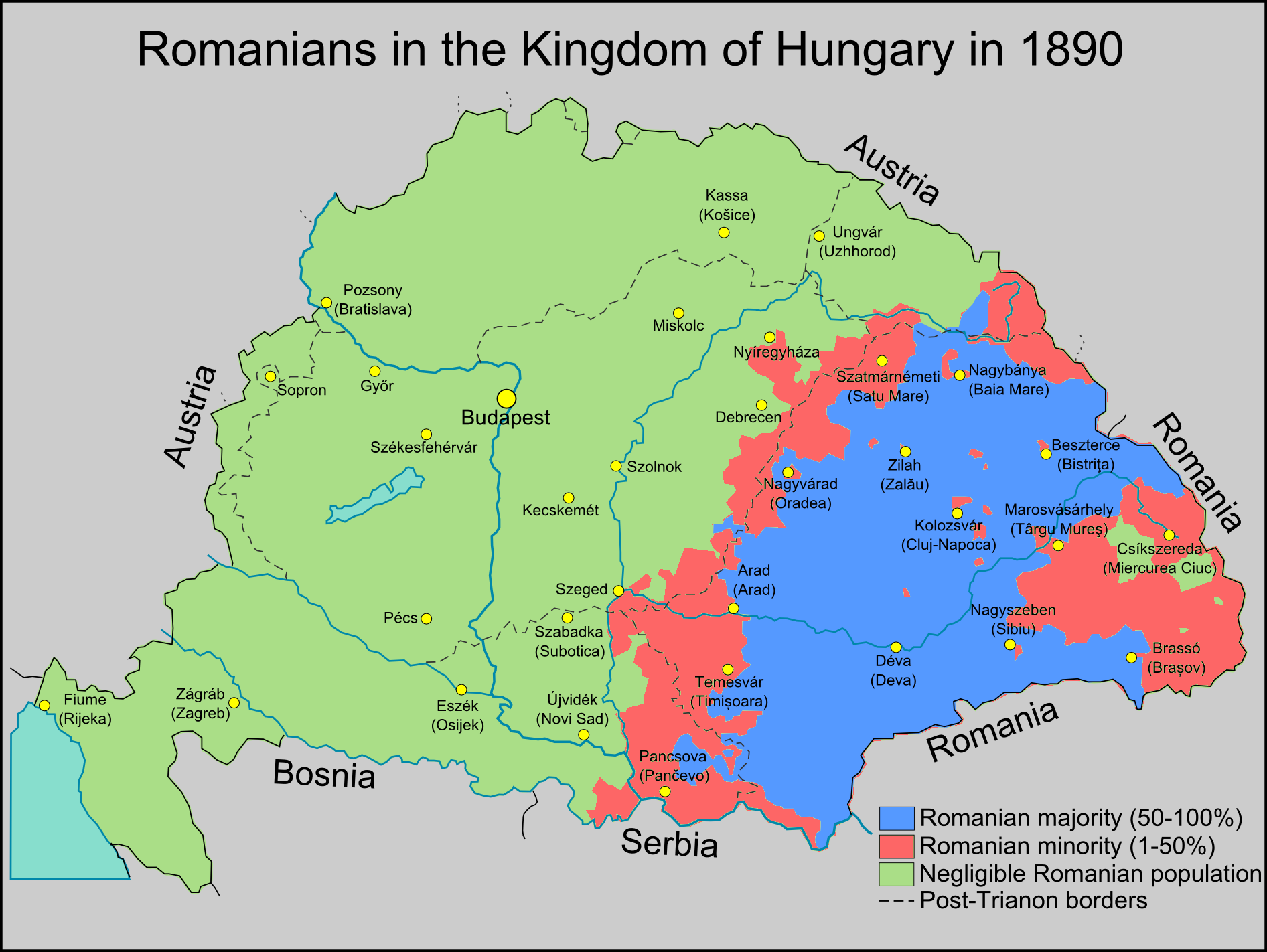
Teritoriile native locuite de românii din Regatul Ungariei în 1890 (majorități colorate cu albastru iar minorități preponderent în roșu).
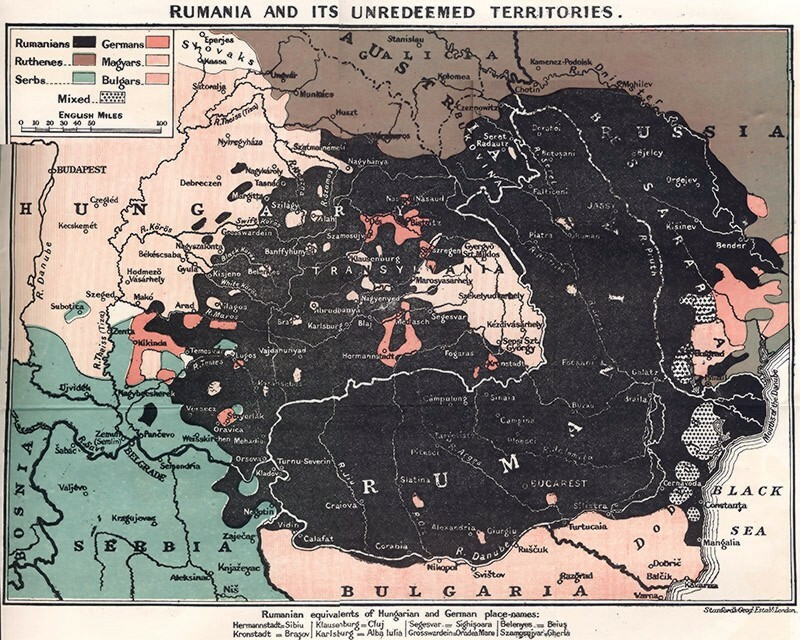
În negru teritoriile locuite de vorbitorii limbii române înaintea Primului Război Mondial.
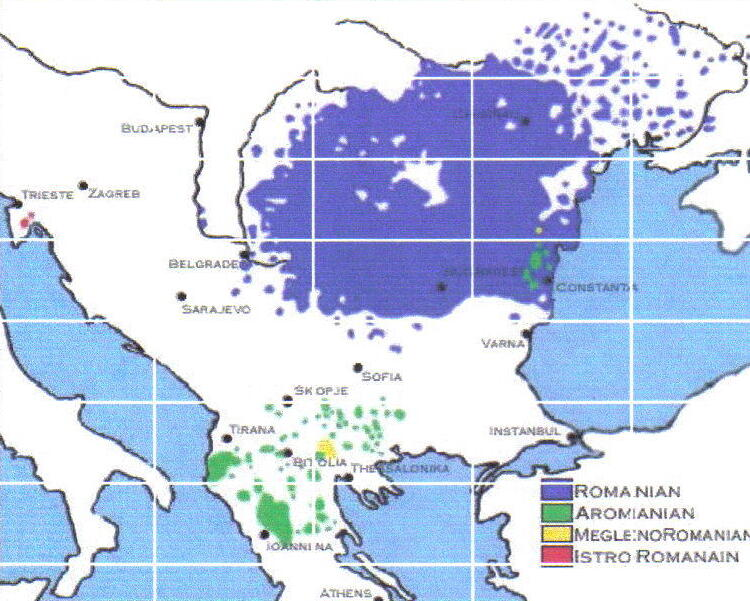
Distribuția etnică a românilor în Europa de est și sud-est la 1934 (pe această hartă etnică sunt marcați aromânii, megleno-românii și istro-românii de asemenea)
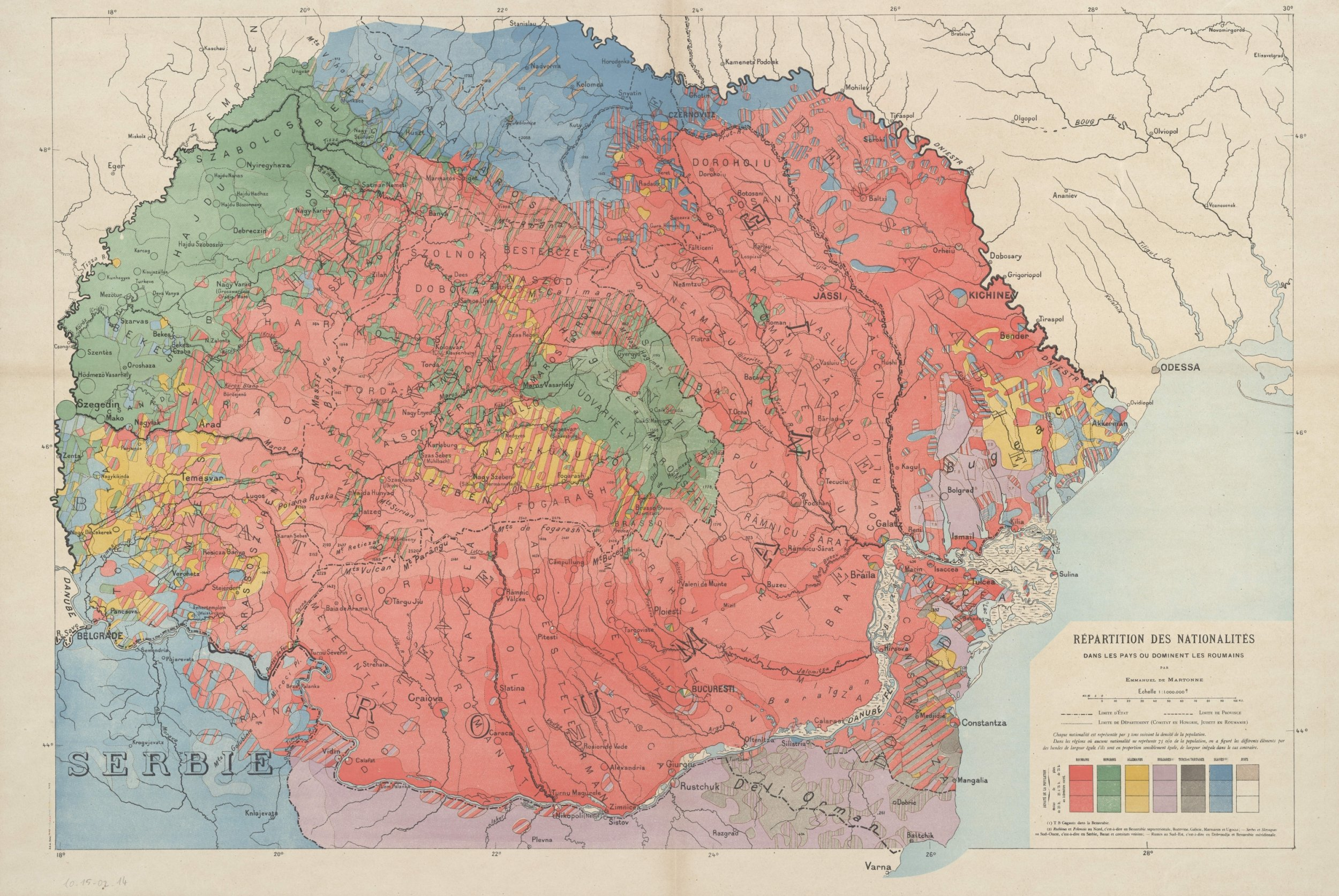
În roz teritoriile locuite de vorbitorii limbii române în 1919, hartă etnografică de Emmanuel de Martonne (1873–1955).
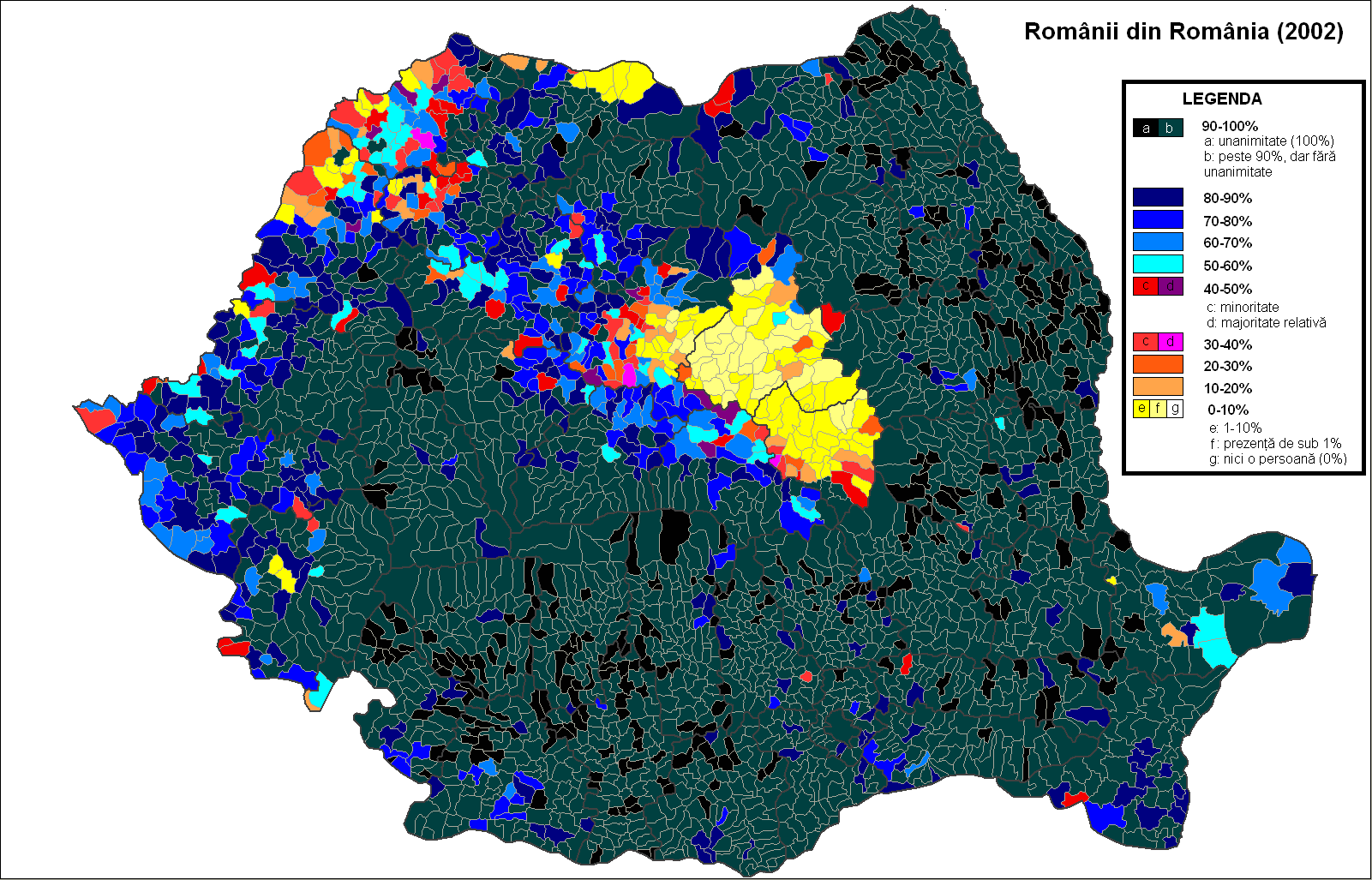
Românii din România conform recensământului din 2002.
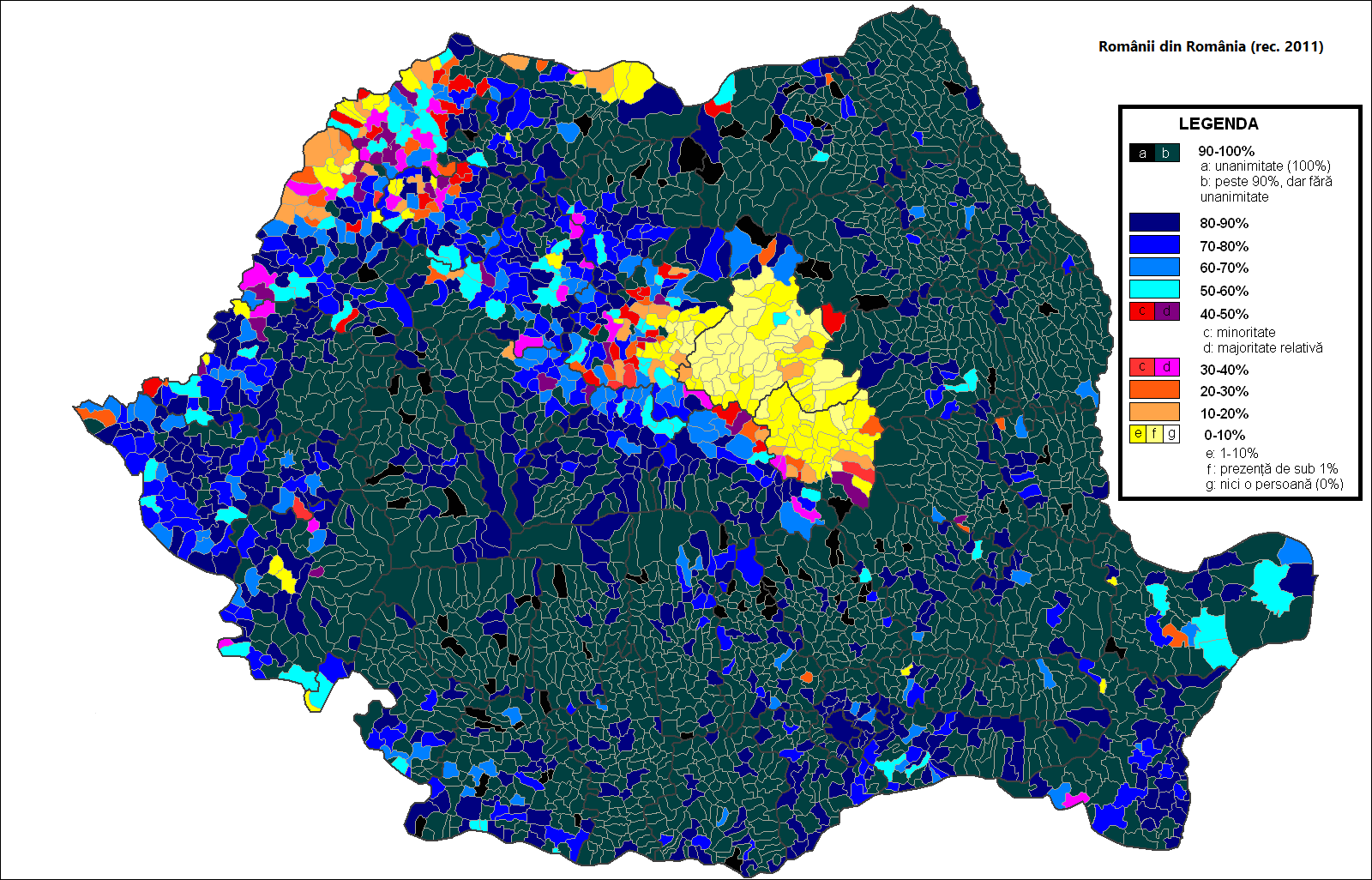
Românii din România conform recensământului din 2011.
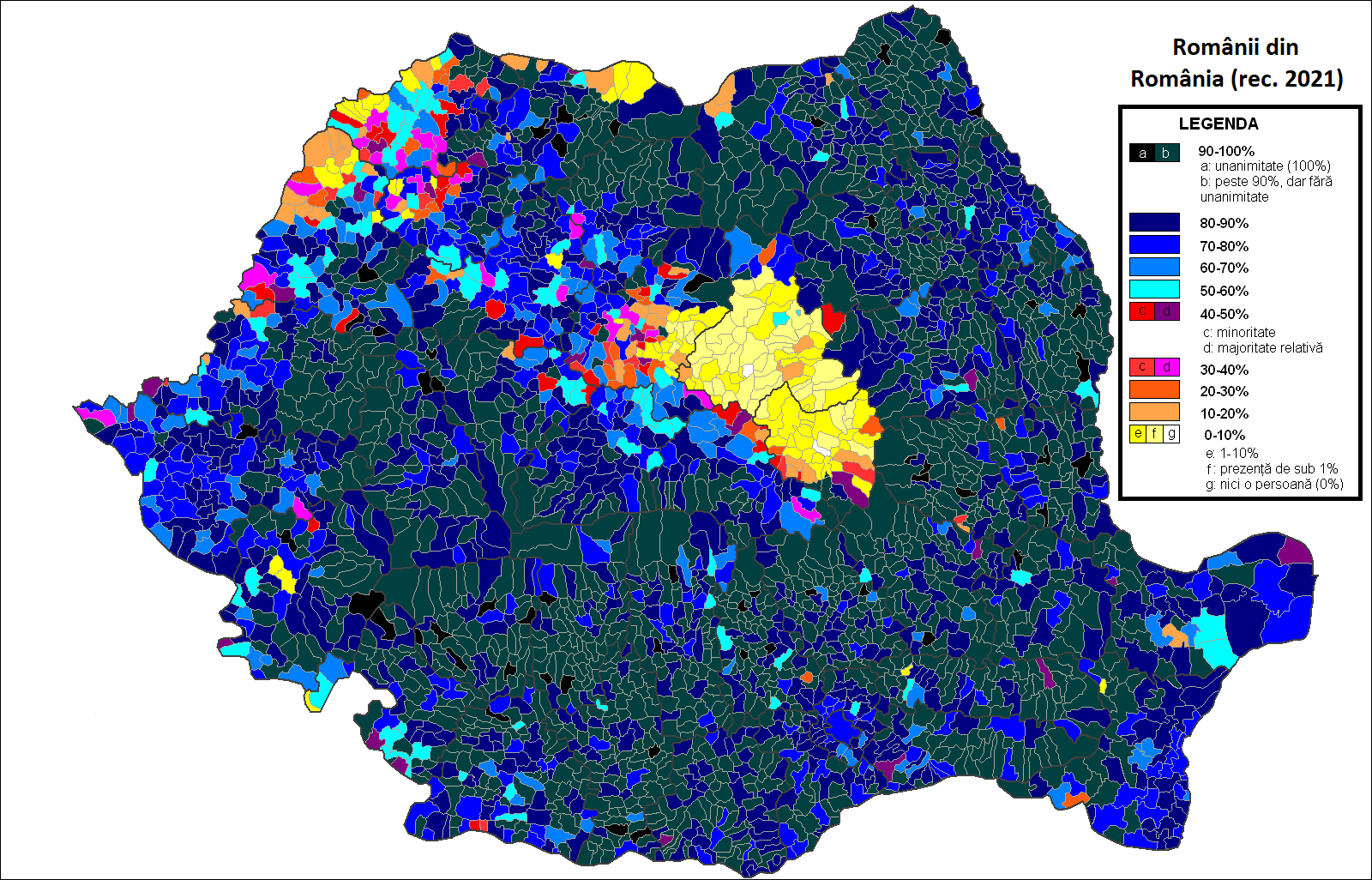
Românii din România, conform recensământului din 2021.
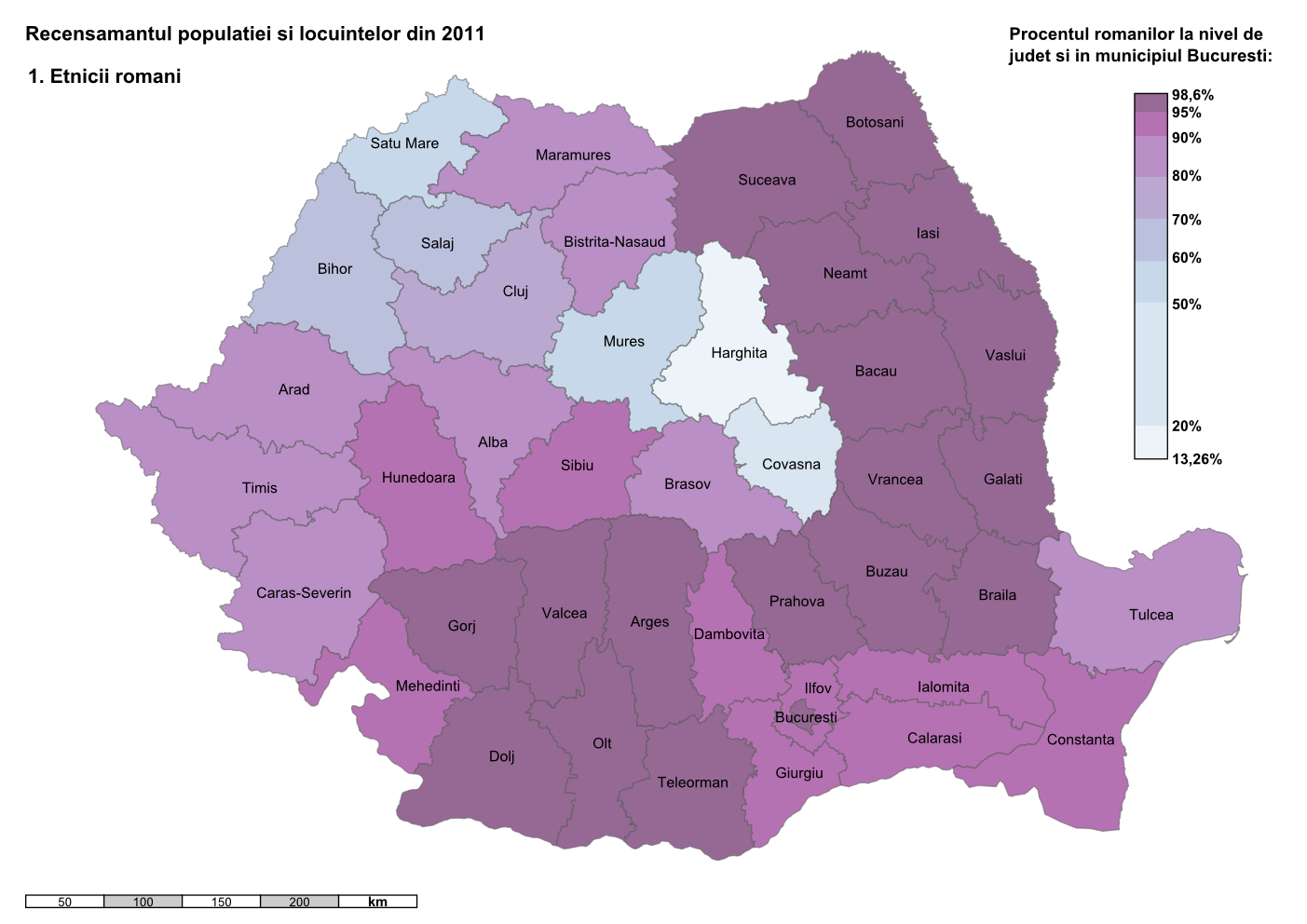
Răspândirea românilor în România, conform recensământului din 2011.
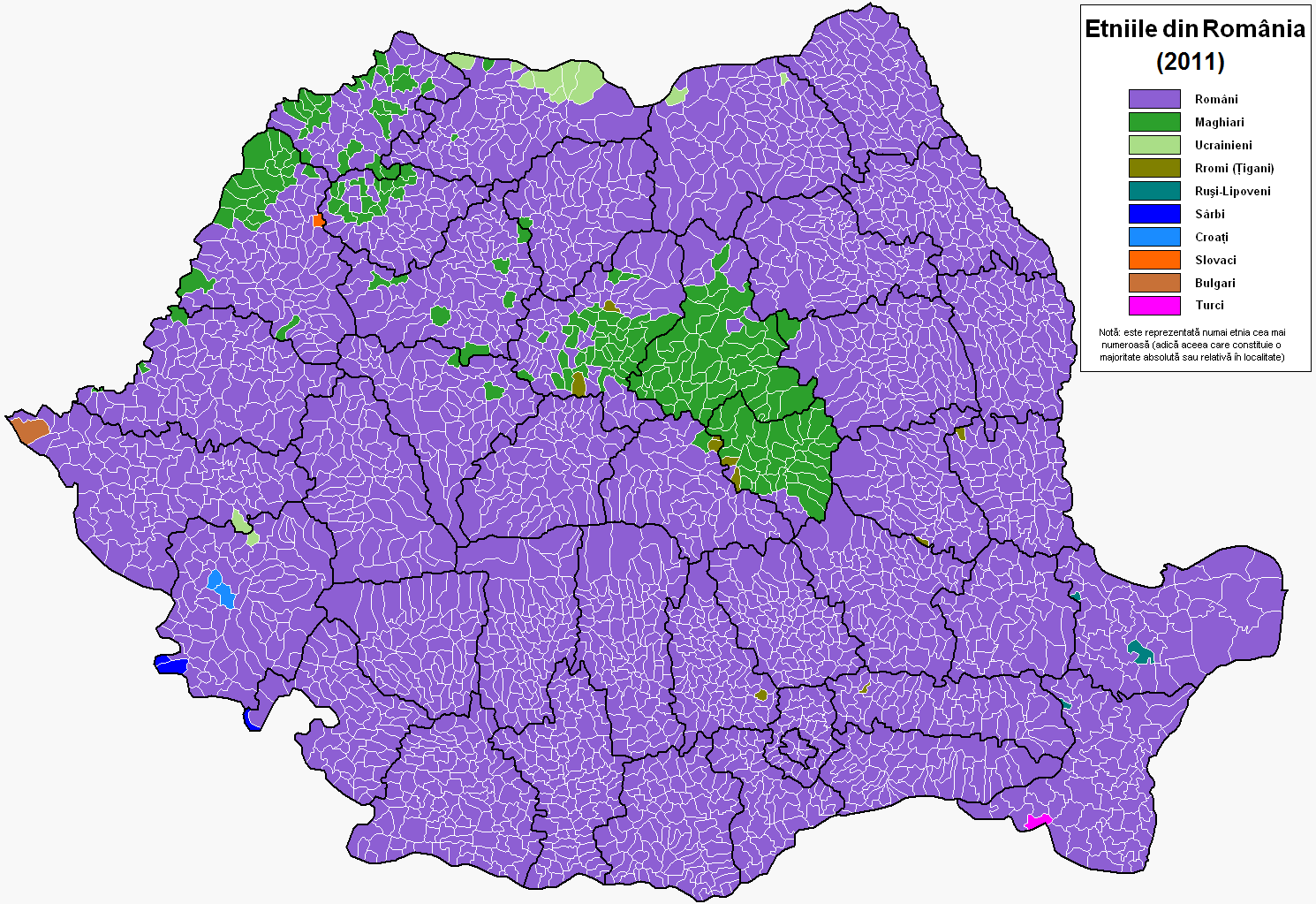
Harta etnică a României după recensământul din 2011.
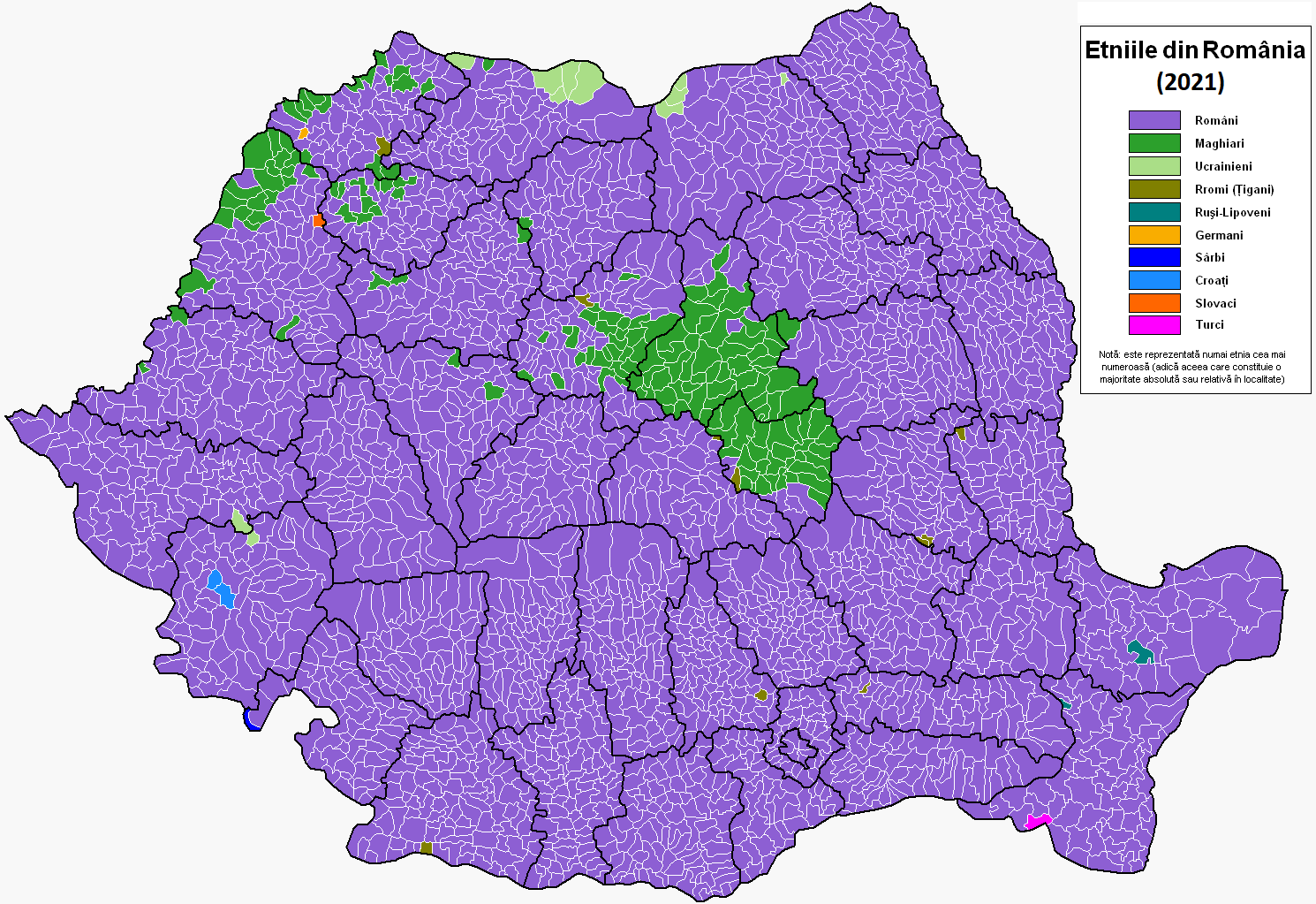
Harta etnică a României după recensământul din 2021.
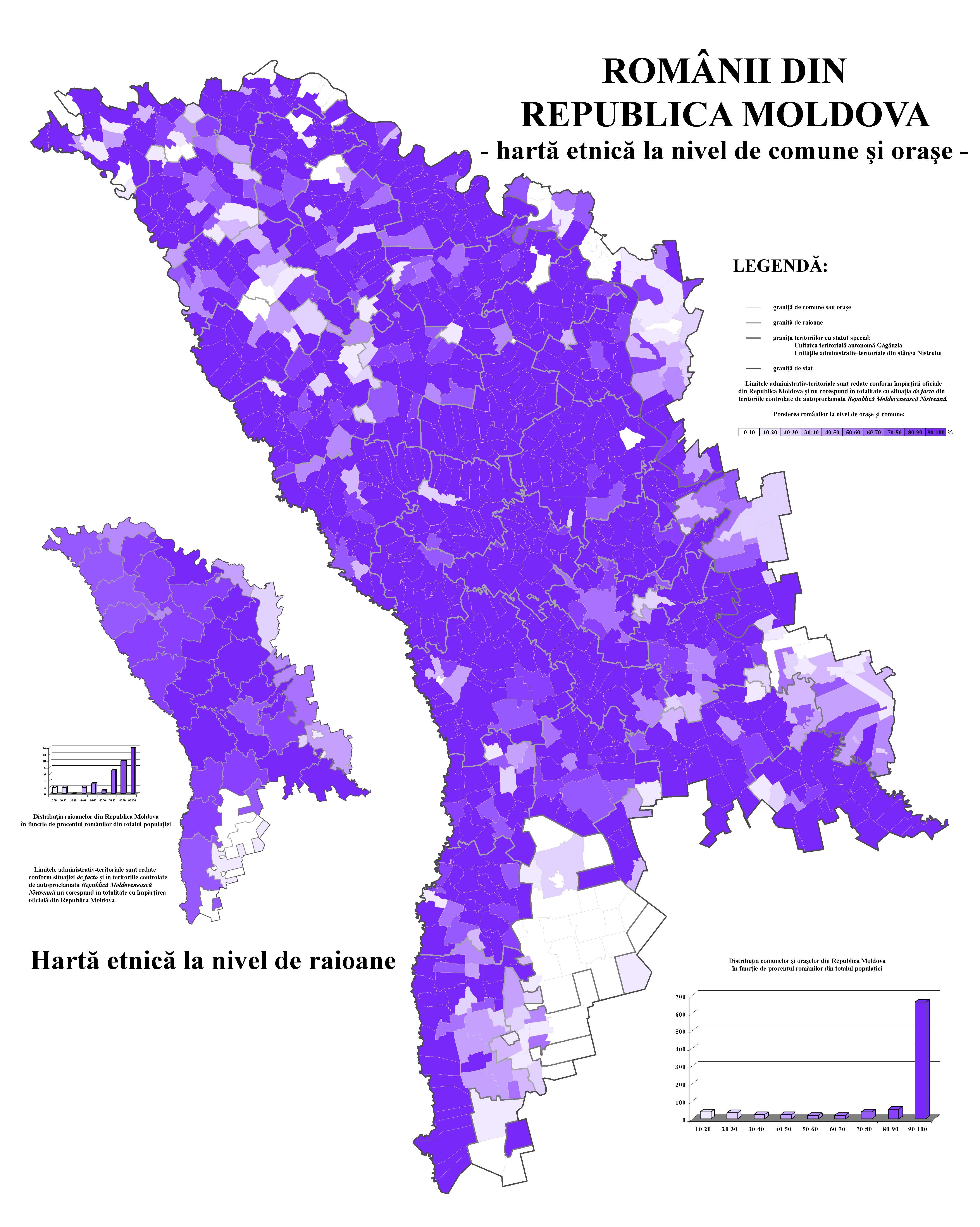
Românii („moldovenii”) din Republica Moldova, conform recensământului din 2004.
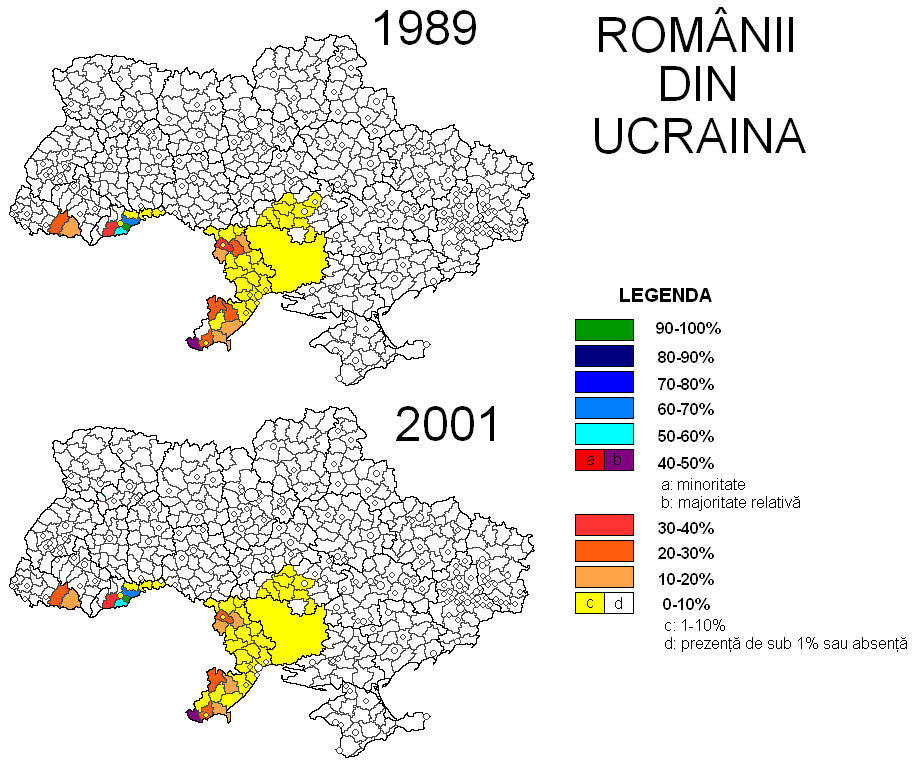
Românii din Ucraina conform recensământelor din 1989 și 2002.
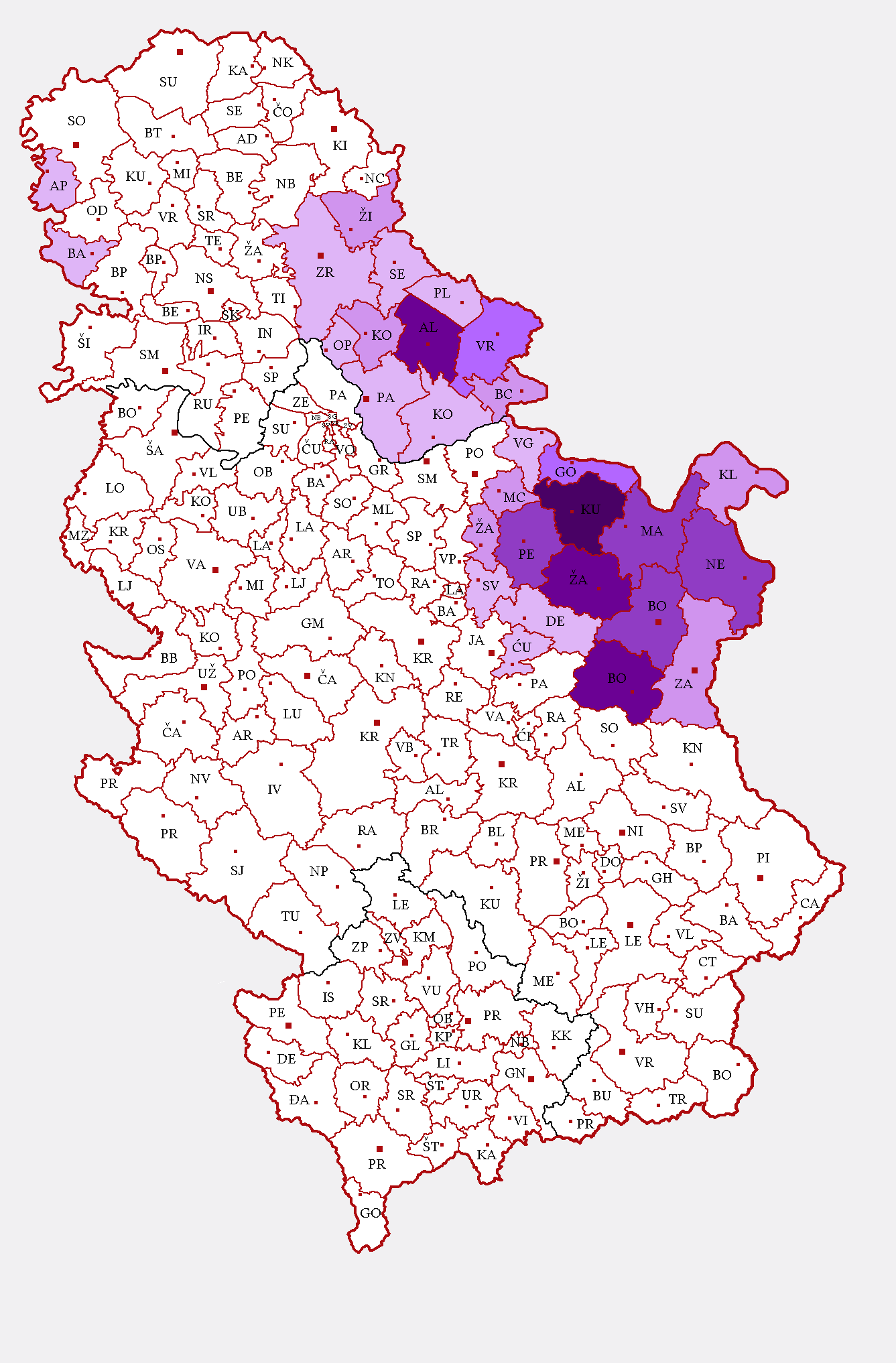
Românii din Serbia conform recensământului din 2002.
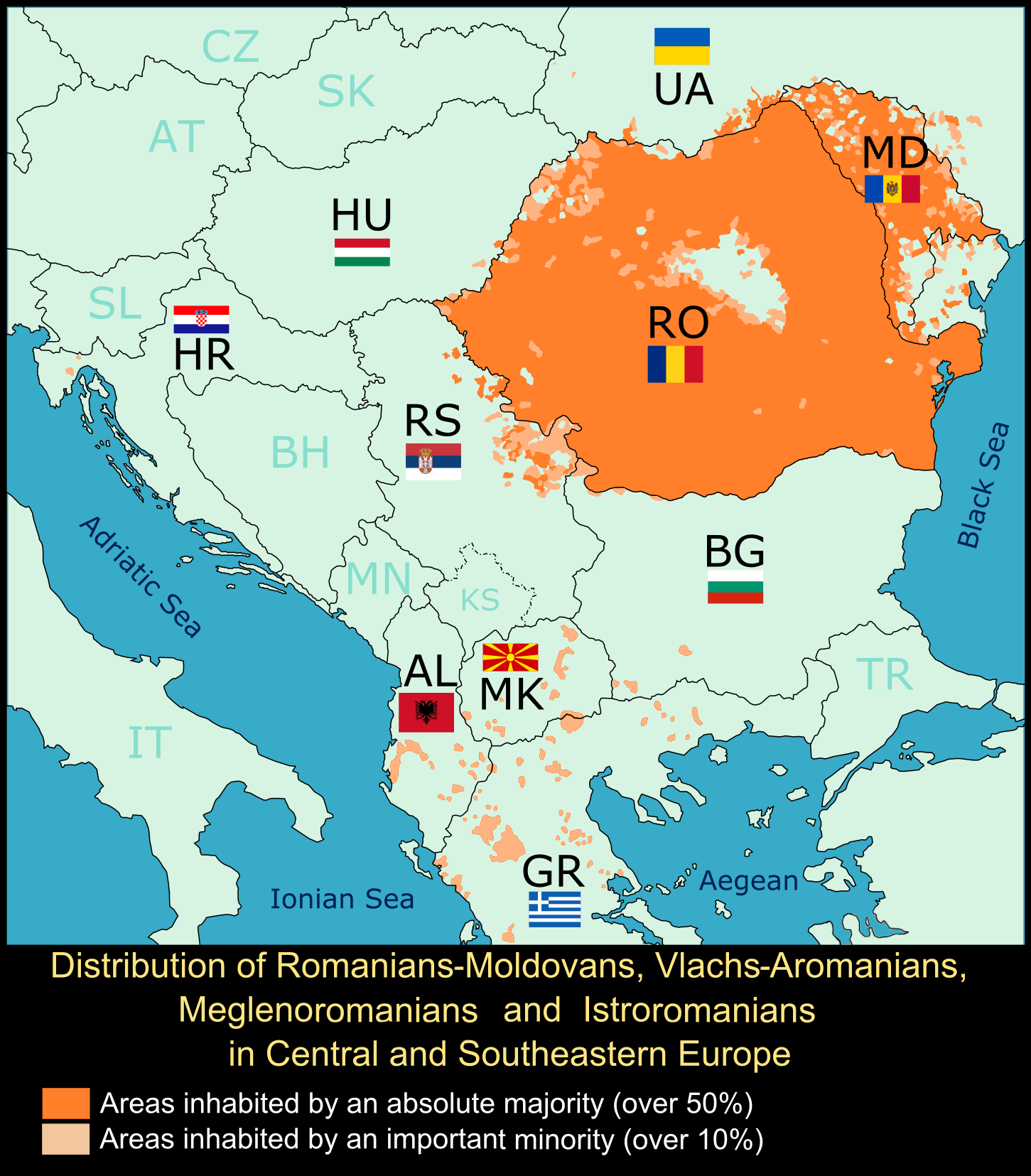
Arealul românilor din Europa central-sud-estică.
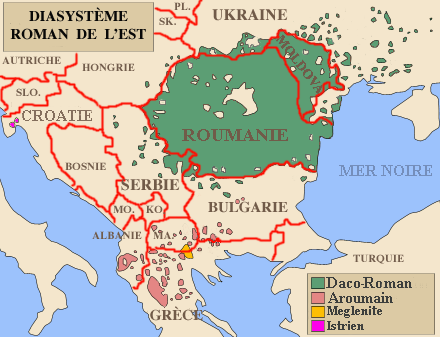
Răspândirea limbilor romanice orientale în spațiul balcanic și în Europa centrală și de sud-est
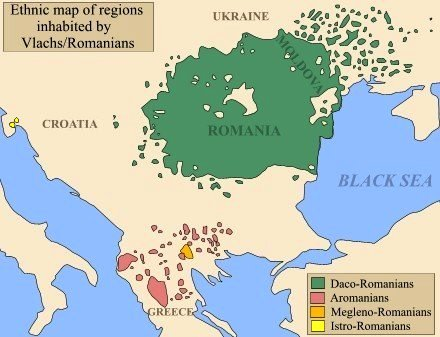
Popoarele neo-romanice/latine în Europa de est și sud-est
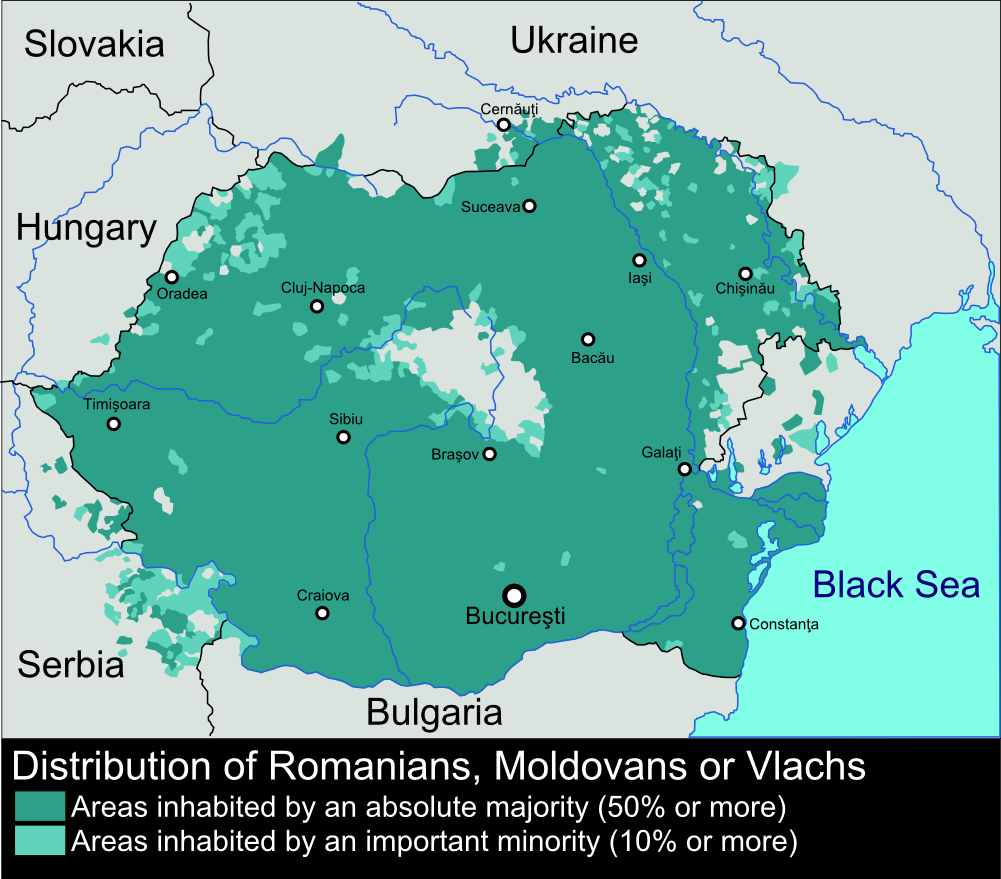
Românii din România și Republica Moldova
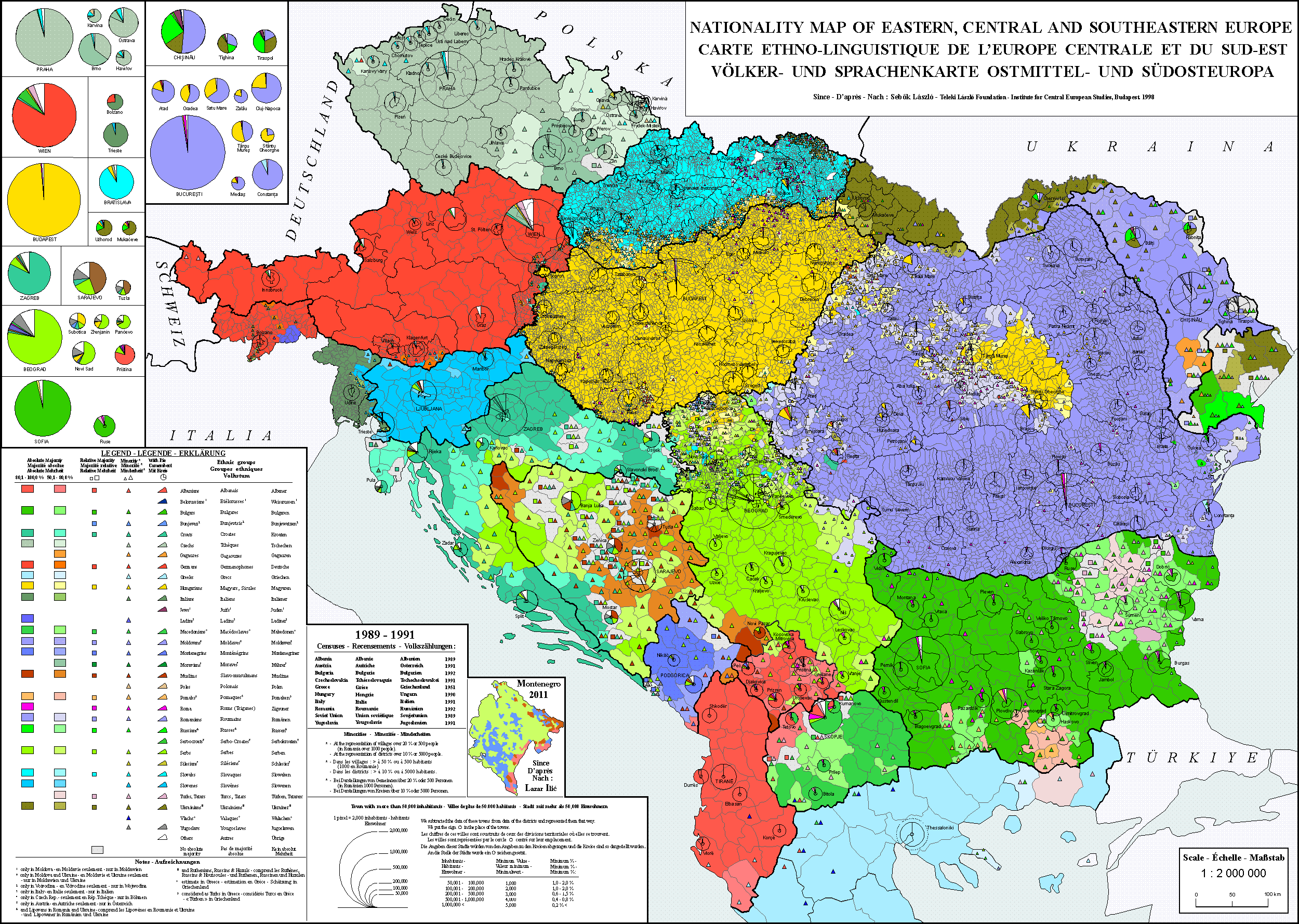
Românii, colorați în albastru, în Europa centrală și de sud-est în prezent.

Românii locuiesc în spațiul carpato-danubiano-pontic, în număr de aproximativ 26 de milioane. Doar 19,4 de milioane locuiesc în România, restul fiind dispersați în țările învecinate.

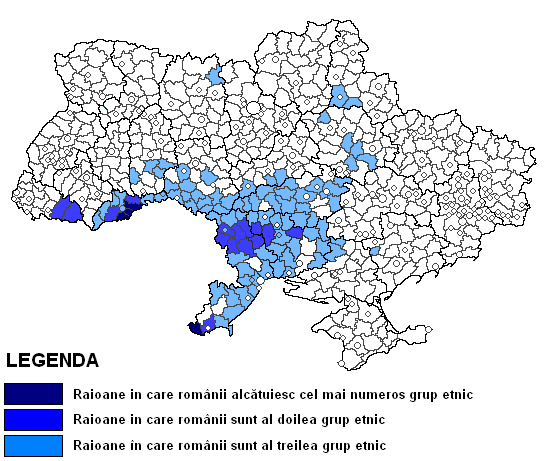
Românii din Ucraina după raion (conform recensământului general ucrainean din 2001)

În Ucraina trăiesc cca. 409.000 de români (persoane declarate fie drept „români”, fie drept „moldoveni”), mai ales în regiunile Cernăuți (181.800) și Odesa (123.000). De asemenea trăiesc numeroși români în regiunea Transcarpatică (32.000 de români maramureșeni), dar și moldoveni transnistreni în regiunile Nikolaev (16.673) și Kirovograd (10.694).
Alte comunități mai mici de români se găsesc în Serbia (Voivodina și Timoc; în total 74.630 conform ultimului recensământ, însă numărul lor real este estimat la 200.000-400.000), în Bulgaria și în Ungaria.
Se estimează că peste 1 milion de emigranți români locuiesc în Statele Unite ale Americii. Cele mai mari comunități se găsesc în Ohio, Indiana, Michigan, Illinois, Pennsylvania și New York. În Canada locuiesc peste 300.000 de români, iar în Germania 250.000 de români  și 500.000 etnici germani (sași și șvabi) născuți în România.
După aderarea României la Uniunea Europeană în 2007, un număr mare de români s-au stabilit temporar în Italia și Spania.  
Potrivit cifrelor oficiale, în 2009 câte 1 milion de cetățeni români locuiesc și lucrează în fiecare din aceste două țări latine.
O mare parte din populația evreiască a Israelului e originară din România sau din Republica Moldova sau sunt descendenți din emigranți evrei care provin din aceste țări. Evreii din țările române au susținut legături cu Țara Israel timp de secole. Evreii religioși care aveau posibilitatea plecau la bătrânețe ca să moară și să fie îngropați pe tărâmurile considerate de ei ca fiind patria lor originară. Comunitățile evreilor din România îi ajutau economic pe acești evrei care trăiau într-o mizerabilă sărăcie în cele patru orașe în care existau comunități evreiești de mii de ani, mai precis: Ierusalim, Hebron, Tiberias și Țefat. După Congresul sionist de la Focșani, 1881, a început o emigrație evreiască organizată spre Țara Israel (1.332 evrei din România numai în anul 1882). Tânărul stat român, inițial încă vasal al Imperiului Otoman (1859-1878), nu acorda cetățenie evreilor deoarece era definit ca stat ortodox, iar catolicii, protestanții, musulmanii și evreii erau nu supuși români, ci supuși austrieci, germani sau otomani.
După independență (1878), legile au evoluat semnificativ abia după Primul Război Mondial. Simultan au apărut forme de antisemitism privind nu evreii „romanioți” (greci), „sefarzi” (otomani, de origine spaniolă) sau „avdetiți” (otomani turciți, adică deveniți musulmani, numiți „dönme” în turcește), cu toții instalați de secole în țările române și vorbind perfect limba română, ci evreii „așkenazi” („nemți”) veniți foarte numeroși și recent din Germania, Austria, Galiția, Polonia, care vorbeau limba idiș. Dintre aceștia din urmă, la sfârșitul veacului al XIX-lea, un mare val de emigranți săraci au părăsit România mergând pe jos în drumul lor spre Apus sau spre Palestina otomană, pentru dânșii „Țara Israel”. Emigrația sionistă a continuat, dar nu în masă, deoarece autoritățile turcești nu permiteau asta.
În decursul celui de al Doilea Război Mondial, un al doilea val de emigranți s-a produs, sub auspiciile societății evreiești „Aliyah” (condusă de Șmuel Leibovici și de Eugen Meissner) în vremea prigoanei antonesciene și imediat după lovitura de stat de la 23 august 1944. Evreii care plecau atunci trebuiau să-și lase toate bunurile și toți banii, și călătoreau în condiții de război, unii pierind în aceste tentative (cazul navei „Struma”, torpilată de submarinul sovietic ȘC-213 din clasa „Știuca” : toți pasagerii, peste 700, precum și echipajul, s-au încecat în Marea Neagră, cu excepția unuia singur, David Stoliar). În perioada antonesciană au părăsit România circa 60.000 de evrei iar după 23 august 1944 încă aproximativ 120.000, dintre care mulți nu au putut intra în Palestina deoarece până la 12 septembrie 1944 autoritățile britanice îi socoteau „cetățeni ai unei țări inamice” și oricum se opuneau imigrării evreiești inclusiv după 12 septembrie: după multe dificultăți, majoritatea au ajuns, în general, în Statele Unite și Franța. Evreii basarabeni (în majoritate evrei ruși) care supraviețuiseră holocaustului (circa 130.000) au devenit definitiv sovietici în 1944.
Al treilea și ultimul val de emigranți s-a produs în deceniul 1945-1955, sub regimul comunist, când circa 166.400 de evrei români s-au stabilit în Israel. Și aceștia au trebuit să-și abandoneze bunurile, și au trebuit să plătească (sau să plătească Israelul pentru ei) taxe proporționale cu nivelul de studii, care era în general ridicat. Dintre cei 756.930 evrei recenzați în România în 1930 (441.293 în 1941 fără nordul Transilvaniei, aproximativ 250.000 în toamna 1944 fără nordul Transilvaniei și Bucovinei, și fără Basarabia), în 1956 mai rămăseseră în Republica Populară Română 146.274 evrei care au continuat să plece : în 1970 mai erau încă 24.667, în 1992 un număr de 9.670, iar în 2002 doar 6.179. Plecarea evreilor basarabeni a fost mai târzie, valul producându-se în deceniul 1980-1990 ca pentru ceilalți evrei sovietici.
În Israel, sunt și români creștini, unii din ei călugări în mănăstiri, alții sunt muncitori români care au venit pentru o perioadă de muncă și au rămas în Israel. Printre românii creștini sunt și rude de evrei sau descendenți ai românilor drepți între popoare care au primit cetățenia israeliană.
După aderarea României la Uniunea Europeană în 2007, un număr mare de români s-au stabilit temporar în Italia și Spania.
Potrivit cifrelor oficiale, în 2009 câte 1 milion de cetățeni români (printre care așa-numiții „căpșunari” culegători ai acestor fructe) locuiesc și lucrează în fiecare din aceste două țări latine.

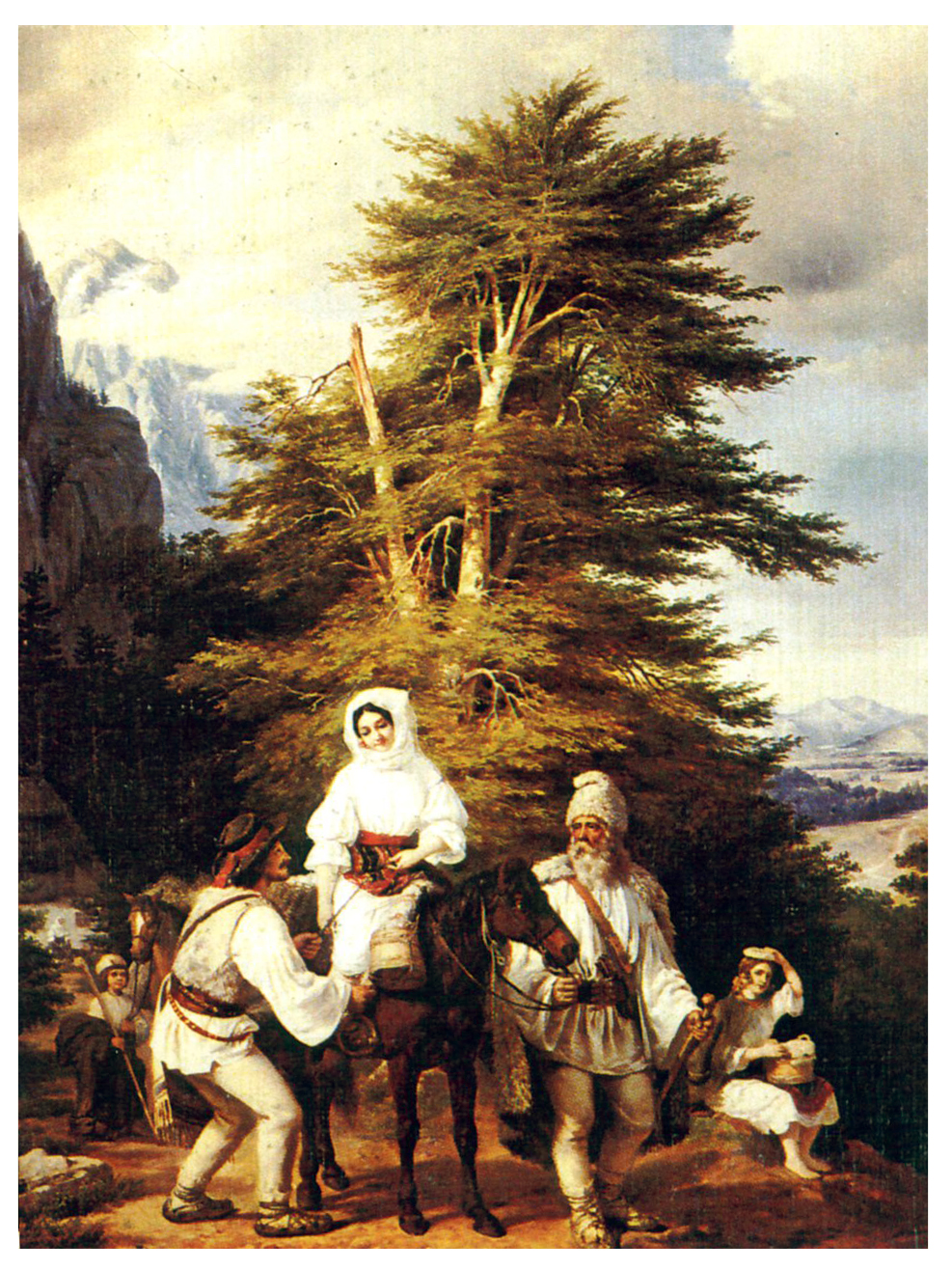
Familie de români ardeleni pictată de Miklós Barabás, 1844.
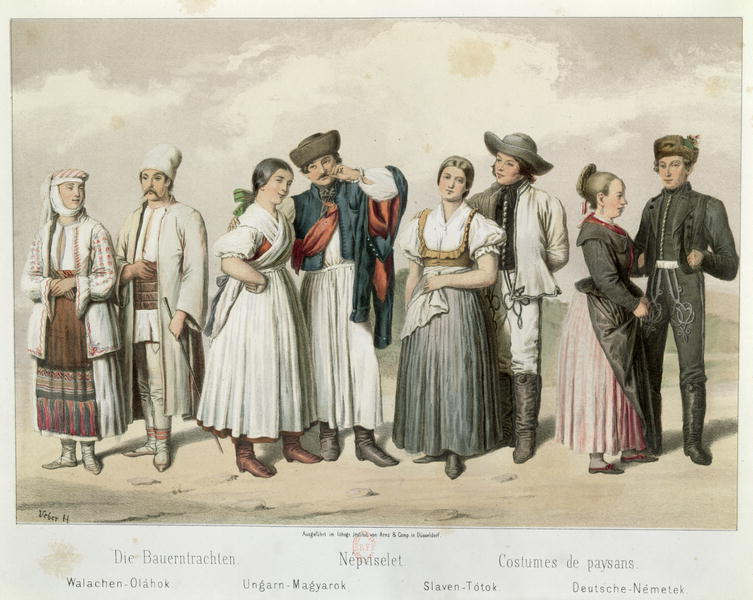
Costume tradiționale românești (stânga), ungurești, slovace și nemțești, 1855.
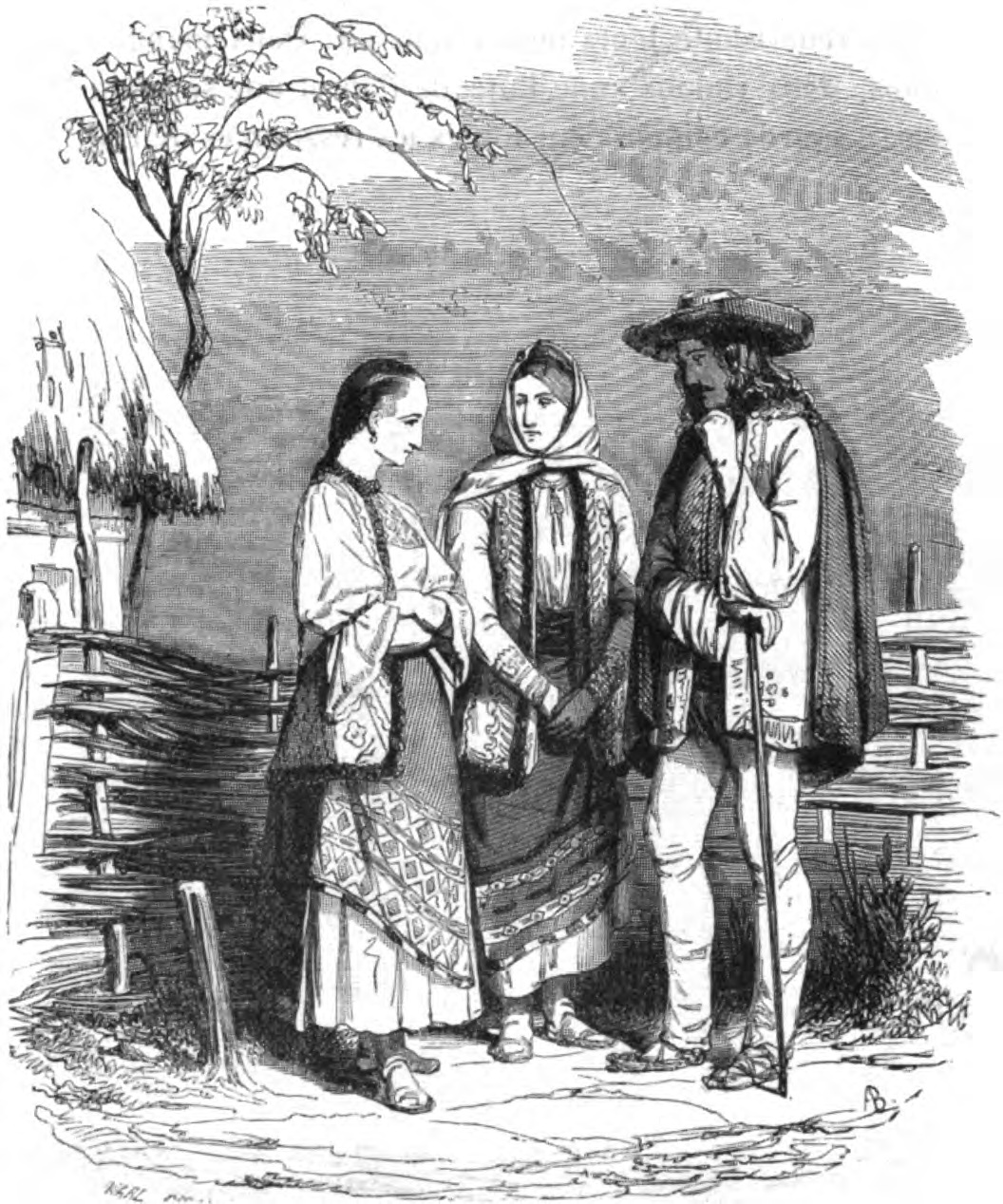
Români munteni desenați de Charles Girardet, 1855.
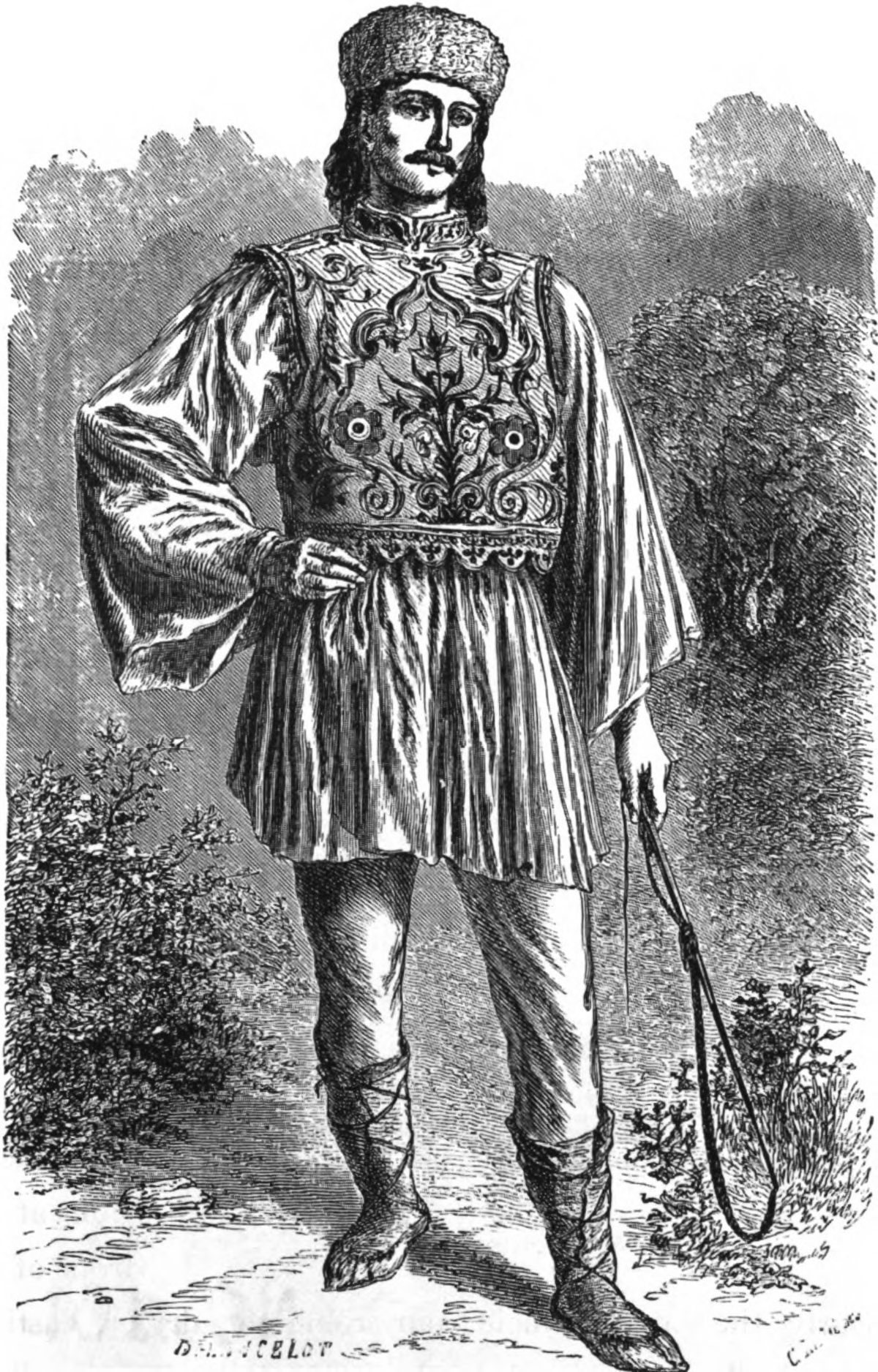
Vizitiu muntean desenat de Dieudonné Lancelot, 1860.
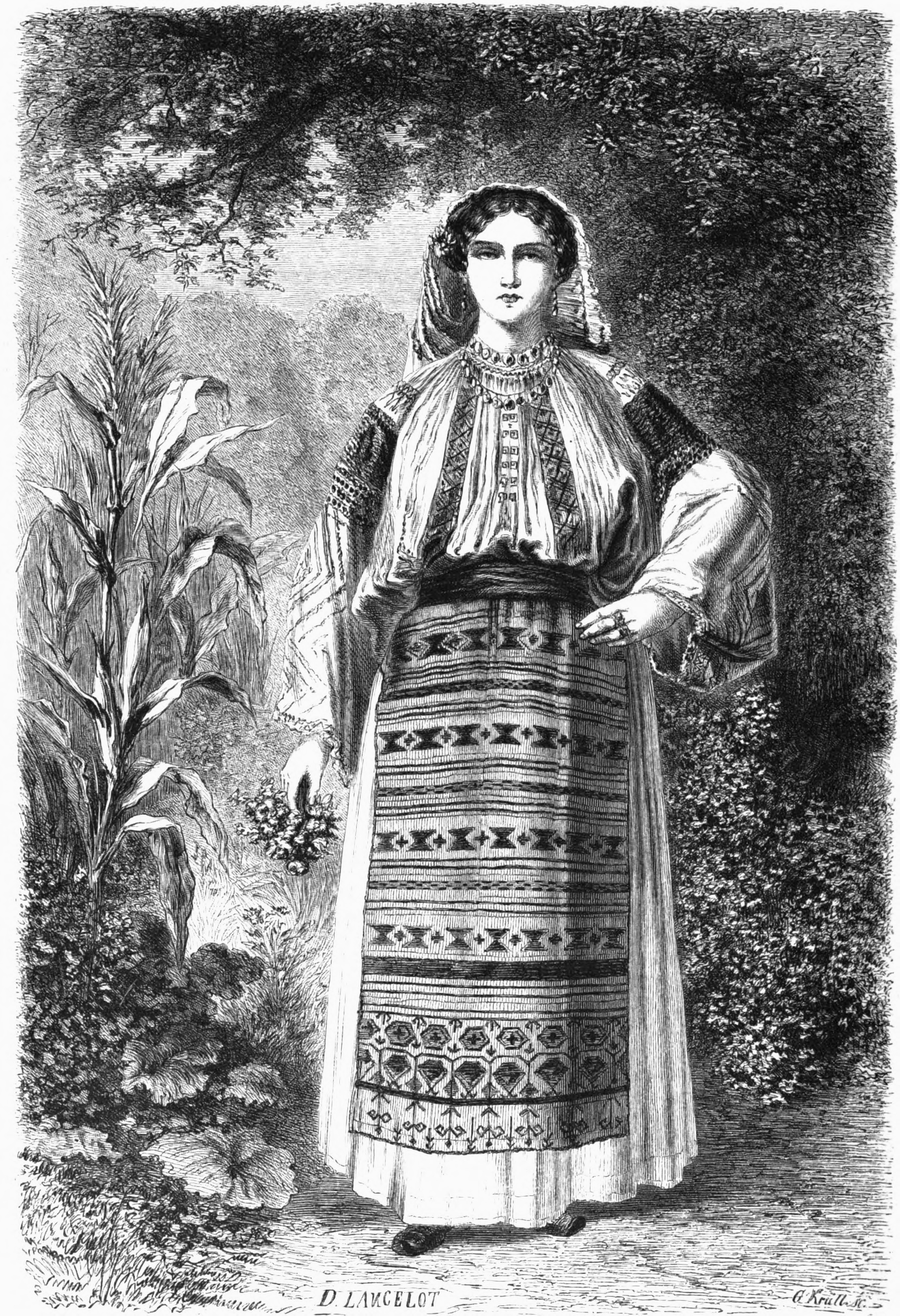
Gospodină din Muntenia, desenată de D. Lancelot, 1860.
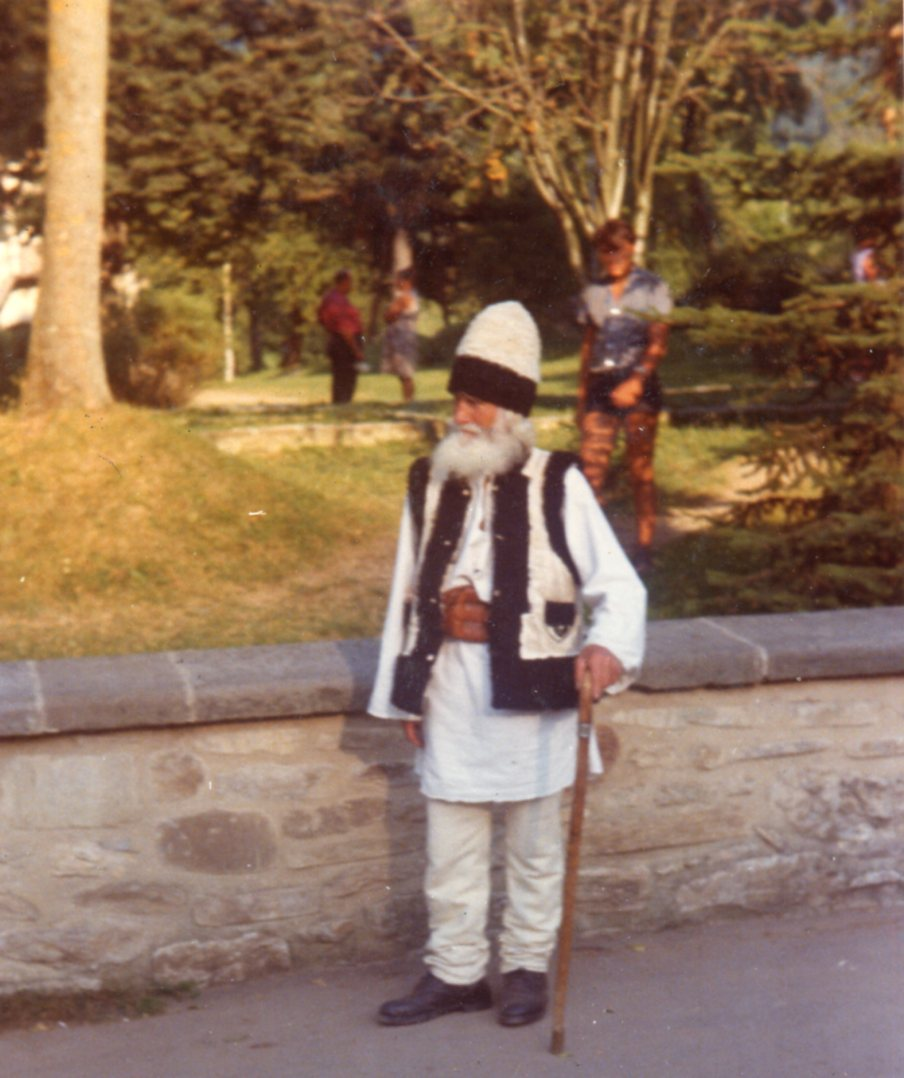
Basarabean în straie tradiționale la Chișinău, 1995.

## Românii moldoveni de peste hotare
Conform istoriei, sunt „moldoveni” locuitorii teritoriului Moldovei istorice, acum împărțit între regiunea Moldova din România, Bucovina (împărțită între România și Ucraina), ținutul Herței din Ucraina, regiunea Basarabia din Republica Moldova și din Ucraina, la care se adaugă cei din Transnistria și cei risipiți de autoritățile sovietice în Rusia (îndeosebi Siberia) și Kazahstan. Conform dreptului internațional, sunt „moldoveni”  toți cetățenii Republicii Moldova, printre care toți purtătorii pașapoartelor emise de acest stat. Conform constituției Republicii Moldova, printre cetățenii acestui stat sunt „moldoveni” numai vorbitorii nativi ai limbii oficiale a acestui stat, denumită „limba română”. Diferența între aceste trei definiții decurge din confruntarea, în acest stat, între doctrinele „românismului” și „moldovenismului”, confruntare care a iscat câteva neînțelegeri între autoritățile de la București și cele de la Chișinău. „Moldovenismul” este o concepție apărută în URSS încă înainte de 1940, în timpul Republicii Socialiste Sovietice Autonome Moldovenești din Ucraina, prin care se încearcă și în prezent să se demonstreze, că în conștiința națională și în limba localnicilor, identitatea românească ar fi artificială și marginală, prin reinterpretarea a posteriori a identității locale medievale și tradiționale a voievodatului Moldovei, care, în realitate, nu a fost niciodată potrivnică identității românești, ci parte a acesteia.
După prăbușirea Uniunii Sovietice, mai multe reforme legislative au consolidat poziția etnicilor români din Moldova, mai ales prin stabilirea limbii române ca limbă oficială. Relațiile dintre guvernele Republicii Moldova și României au fost la început foarte cordiale, România fiind primul stat din lume care a recunoscut independența Republicii Moldova. Când parlamentarii moldoveni au ales calea independenței mai degrabă decât cea a unirii cu România, președintele Mircea Snegur a dezvoltat doctrina numită un popor, două state. Această doctrină susține că Republica Moldova este o „patrie a moldovenilor români, ruși, ucraineni, găgăuzi, bulgari ș. a., toți cetățeni egali în drepturi și toți deopotrivă moldoveni, fie că aparțin limbii, istoriei și culturii poporului român, rus, ucrainean, găgăuz sau bulgar”.
După alegerile din 1996, identitatea românească a populației majoritare și băștinașe a început să fie negată din nou, articolele 12 și 13 din noua constituție ulterior adoptată, susținând, ca în epoca sovietică, că ar exista „diferență dintre limba română și limba moldovenească, dar păstrând această limbă ca „limbă de stat și de comunicare interetnică . După alegerile din 2001, câștigate de Partidul Comuniștilor din Republica Moldova, s-a încercat inițial să se acorde limbii ruse statutul de limbă de stat, dar inițiativa a eșuat datorită opoziției; în schimb, limba rusă a recăpătat statutul de limbă de comunicare interetnică (pierdut în septembrie 1989), ceea ce în practică îi obligă pe toți locuitorii Republicii Moldova să cunoască oricare din ele.
De atunci, relațiile dintre guvernele Republicii Moldova și României s-au tensionat, Vladimir Voronin acuzând România de imperialism, chiar dacă oficial, președintele Voronin și președintele Traian Băsescu și-au declarat intenția de a îmbunătăți colaborarea bilaterală.
„Moldovenismul” s-a mai manifestat în Republica Moldova prin refuzul guvernului de a reveni la denumirile moldovenești inițiale ale mai multor localități rusificate fie în perioada imperială rusă (1812-1917) fie în perioada sovietică (1940-41 și 1955-91). Astfel, de exemplu, s-a renunțat la Edinița (rămasă Edineț, de la Единець), la Sturzeni (rămasă Ucrainca, de la Украйнка), la Ciubărciu (rămas Ciobruci, de la Чобручь) sau la Frumoasa (rămasă Cahul, de la Кагул : denumire tătară de fapt, dar, ori de câteori Imperiul Rusesc a avut de ales între o denumire moldovenească și alta, o alesese sistematic pe cea de-a doua).
În 2006, Școala Româno-Franceză Gheorghe Asachi din Chișinău a fost forțată să își schimbe numele în Școala Moldo-Franceză Gheorghe Asachi. Guvernul a fost acuzat că modifică doar denumirile care se referă la limba română, acesta întrucât altor școli ca Școala Ruso-Ucraineană Necui-Levițki li s-au permis să își păstreze denumirea. În semn de protest, patru elevi de la Școala Asachi au înlocuit pancarta cu noua denumire cu o alta pe care era din nou specificat vechiul nume. Cei patru elevi au fost acuzați de „huliganism grav în grup".
În Transnistria, situația este și mai rea. După războiul din 1992 dintre separatiști și Republica Moldova, populația românofonă a fost persecutată în mod repetat, ducând la emigrarea a unui număr de 5.000-10.000 de românofoni din regiune. Deși în Transnistria trăiește un număr semnificativ de românofoni, limba română nu este folosită în public aproape niciodată. Școlile românești reprezintă circa 11% din numărul total de școli din Transnistria, deși conform recensământului din Transnistria în 2004, românii sunt 31,9% din populație. Majoritatea acestor școli sunt forțate să folosească alfabetul chirilic rusesc și manualele comuniste publicate cu circa patru decenii în urmă.
Numai șase școli sunt autorizate să predea în limba română și să utilizeze și alfabetul latin. Sunt însă semne că și asupra acestora se fac presiuni pentru a fi închise. Criza școlară din 2004 este un exemplu în acest sens, guvernarea prorusă din Tiraspol încercând să închidă cu forța două dintre aceste școli. La orfelinatul din Tighina, copiii români întorși din vacanță au găsit orfelinatul închis de poliție. După ce au stat o noapte afară, au intrat cu forța în clădire și au stat acolo, fără apă și electricitate timp de câteva luni, până când, datorită intervențiilor Republicii Moldova, a României cât și a OSCE, situația a fost rezolvată. Mulți părinți români au fost arestați sau concediați din cauza simpatiilor politice sau determinării lor de a își ține copii în școli cu limba de predare româna.
Cetățenii care au exprimat vederi proromânești sau chiar promoldovenești sunt supuși unei politici de persecuție și intimidare în Transnistria. Grupul Ilie Ilașcu este cel mai cunoscut și bine documentat dintre aceste cazuri.
În decembrie 2003, președintele moldovean Vladimir Voronin a protestat împotriva politicii României, speculând că aceasta se recomandă ca avocat al Republicii Moldova în relațiile sale externe și cerând neimplicarea guvernului român în problemele interne și internaționale ale Moldovei. În același timp, un număr de ziare moldovenești speculează că in realitate numărul de românofoni declarați la recensământul din 2004 din Republica Moldova ar întrece cu mult numărul de așa-ziși „vorbitori ai limbii moldovenești”.
Se poate de asemenea aminti crâncena luptă dusă prin tastaturi și ecrane de „moldoveniști” în cadrul enciclopediei interactive Wikipedia, pentru a instaura o versiune în „limba moldovenească” deosebită de cea în limba română. Tentativa a eșuat, nu pentru că administratorii Wikipediei au luat poziție pentru „români” împotriva „moldoveniștilor”, ci din motive tehnice și practice : acceptând o versiune „moldovenească”, s-ar fi ajuns, pentru orice subiect, la existența a două articole diferite în aceiași limbă (din aceleași motive nu s-a acceptat nici instaurarea unor versiuni americane, australiene sau neozelandeze în limba engleză, diferite de versiunea britanică, sau unei versiuni austriece diferită de cea germană).
Deși în ultimul timp, au apărut semne de progres în problema identitară între Republica Moldova și România de când Vladimir Voronin nu mai este președinte (2009), practic situația românilor basarabeni este că, atâta vreme cât nu va fi modificată Constituția republicii Moldova, ei sunt considerați „minoritate națională” în propria lor patrie dacă se declară „Români”, singura cale de a evita această clasificare fiind să se declare „Moldoveni”, în timp ce ucrainenii și rușii se pot declara nestingherit ce sunt, fară ca nicio lege să-i constrângă să se afirme „diferiți” de semenii lor din Ucraina și Rusia și să se declare „moldoruteni” sau „moldomuscali”.